# Taschenrechner

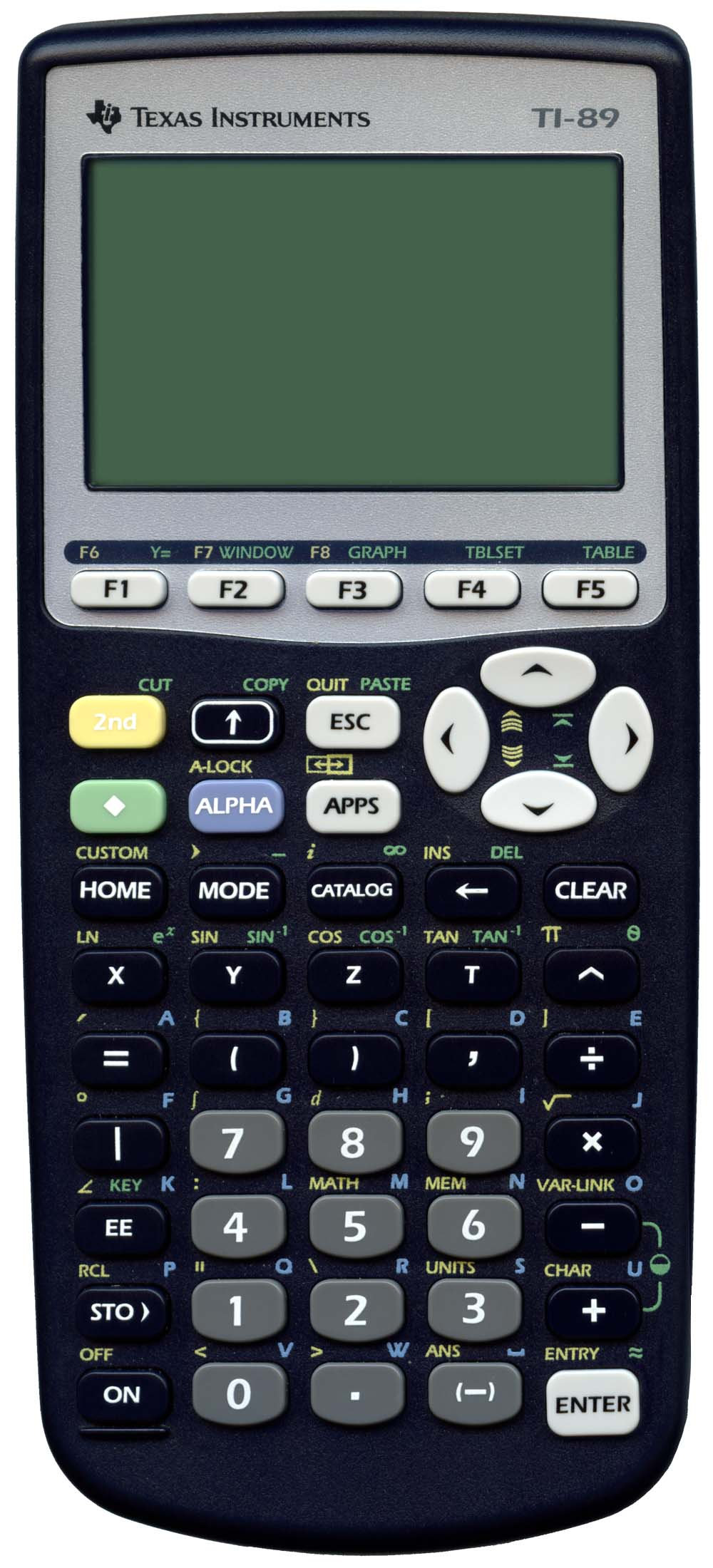
Grafiktaschenrechner TI-89

Ein Taschenrechner ist eine tragbare, handliche elektronische Rechenmaschine, mit deren Hilfe numerische Berechnungen ausgeführt werden können. Einige neuere technisch-wissenschaftliche Taschenrechner beherrschen auch symbolische Mathematik mittels eines Computeralgebrasystems (CAS), können also etwa Gleichungen umstellen oder lösen.
Praktisch alle heutigen Taschenrechner verwenden elektronische Integrierte Schaltungen und LC-Displays als Anzeige und werden von einer Batterie oder Solarzelle mit Strom versorgt.

## Geschichte

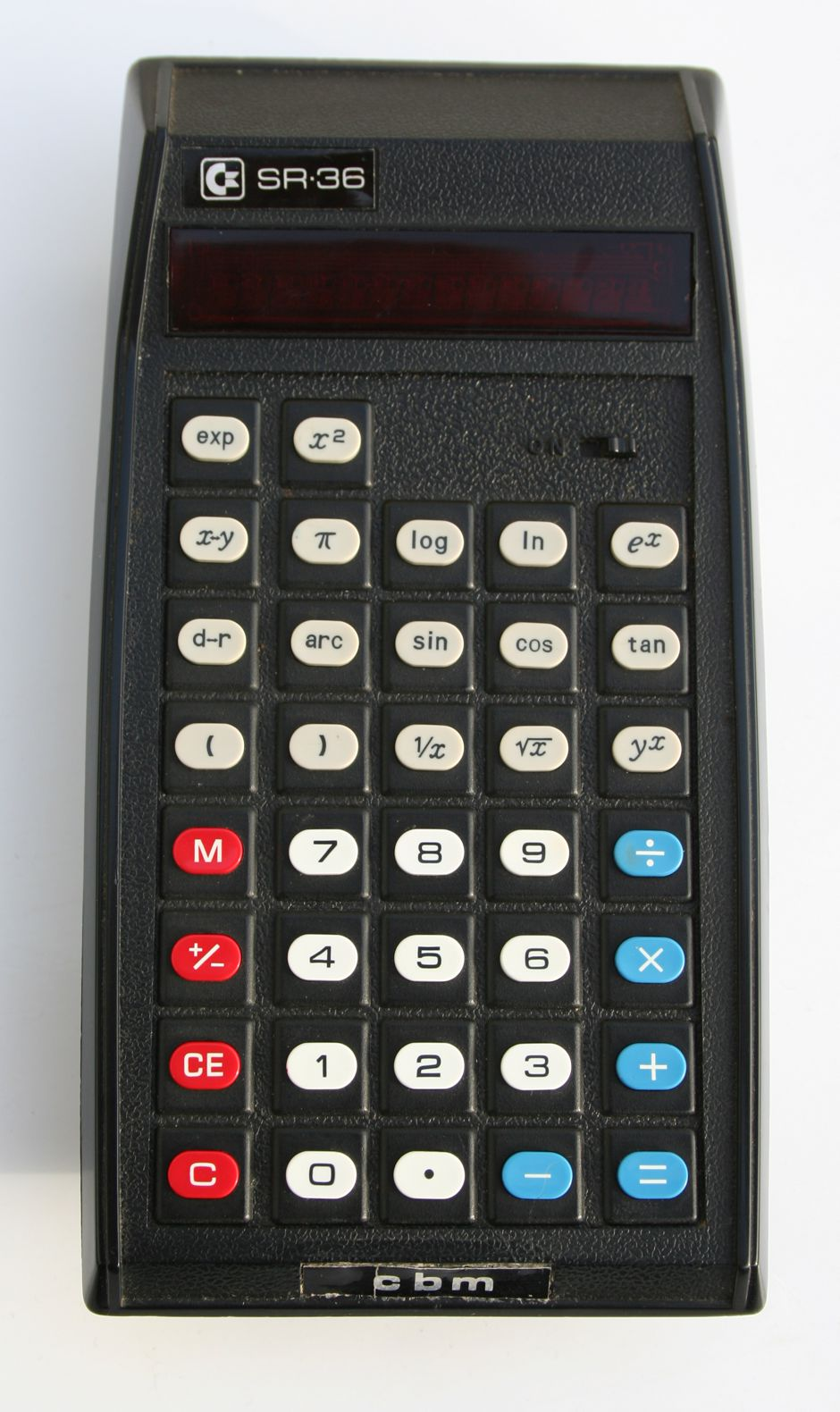
Commodore SR36 von 1974

Bereits vor der Einführung der elektronischen Taschenrechner gab es einen Bedarf nach tragbaren Rechenhilfen. Dieser wurde mit mechanischen Taschenrechnern und Rechenschiebern (auch in Form von Rechenscheiben) befriedigt. Meist handelte es sich dabei um einfache Addiermaschinen. Auch Vier-Spezies-Maschinen – also Rechenmaschinen, die Addition, Subtraktion, Multiplikation und Division beherrschten – gab es in taschentauglicher Größe. Bekanntestes Beispiel ist die Curta, die von 1940 bis 1970 hergestellt wurde.
Vorläufer der elektronischen Taschenrechner waren elektronische Tischrechner, bei denen der Integrationsgrad der Schaltungstechnik noch geringer war und die deshalb größere Abmessungen hatten.
Der erste elektronische, tatsächlich handflächengroße Taschenrechner wurde 1967 von Texas Instruments entwickelt, wobei ein Patent von Jack Kilby das Design umfangreich darstellt. Ein Prototyp dieses ersten Taschenrechners ist heute in der Smithsonian Institution ausgestellt. Auch dieser lief schon mit Batterien, frühere Rechner benötigten einen Stromanschluss.
Die ersten kommerziell vertriebenen Taschenrechner wurden 1969 und 1970 von der kalifornischen Firma Compucorp sowie den japanischen Firmen Sanyo, Sharp und Canon hergestellt. Intel entwickelte für die japanische Firma Busicom einen der ersten Mikroprozessoren, den Intel 4004, der 1971 auf den Markt kam und in dem Modell Busicom 141-PF verwendet wurde. Ebenfalls 1971 stellte Bowmar den ersten in den USA erhältlichen Taschenrechner her (Bowmar 901B/„Bowmar Brain“, Maße: 131 mm × 77 mm × 37 mm). Er hatte vier Funktionen und ein achtstelliges rotes LED-Display. Verkauft wurde er für 240 US$. Als erster Taschenrechner, der mit einem Verkaufspreis von 10.000 Yen für die breite Masse erschwinglich war, gilt der 1972 veröffentlichte Casio Mini. 1972 brachte Texas Instruments den Taschenrechner SR 10 mit dem eigenen Mikroprozessor TMS1000 heraus. Diese Taschenrechner verfügten über wenig mehr als die vier Grundrechenarten.
1972 erschien mit dem HP-35 von Hewlett-Packard der erste technisch-wissenschaftliche Taschenrechner mit trigonometrischen, logarithmischen und Exponentialrechnungs-Funktionen. Er wurde ein Verkaufserfolg und leitete das Ende der damals noch weit verbreiteten Rechenschieber ein. Einer seiner Entwickler war Steve Wozniak, der wenige Jahre später das Unternehmen Apple mitgründete und als Computeringenieur die Entwicklung des Personal Computers maßgeblich beeinflusste.
Vor allem Hewlett-Packard und Texas Instruments entwickelten ab 1974 auch programmierbare Taschenrechner. Ende der 1980er Jahre kamen die ersten grafikfähigen Taschenrechner (GTR) auf den Markt.

## Unterscheidungsmerkmale

### Tastatur

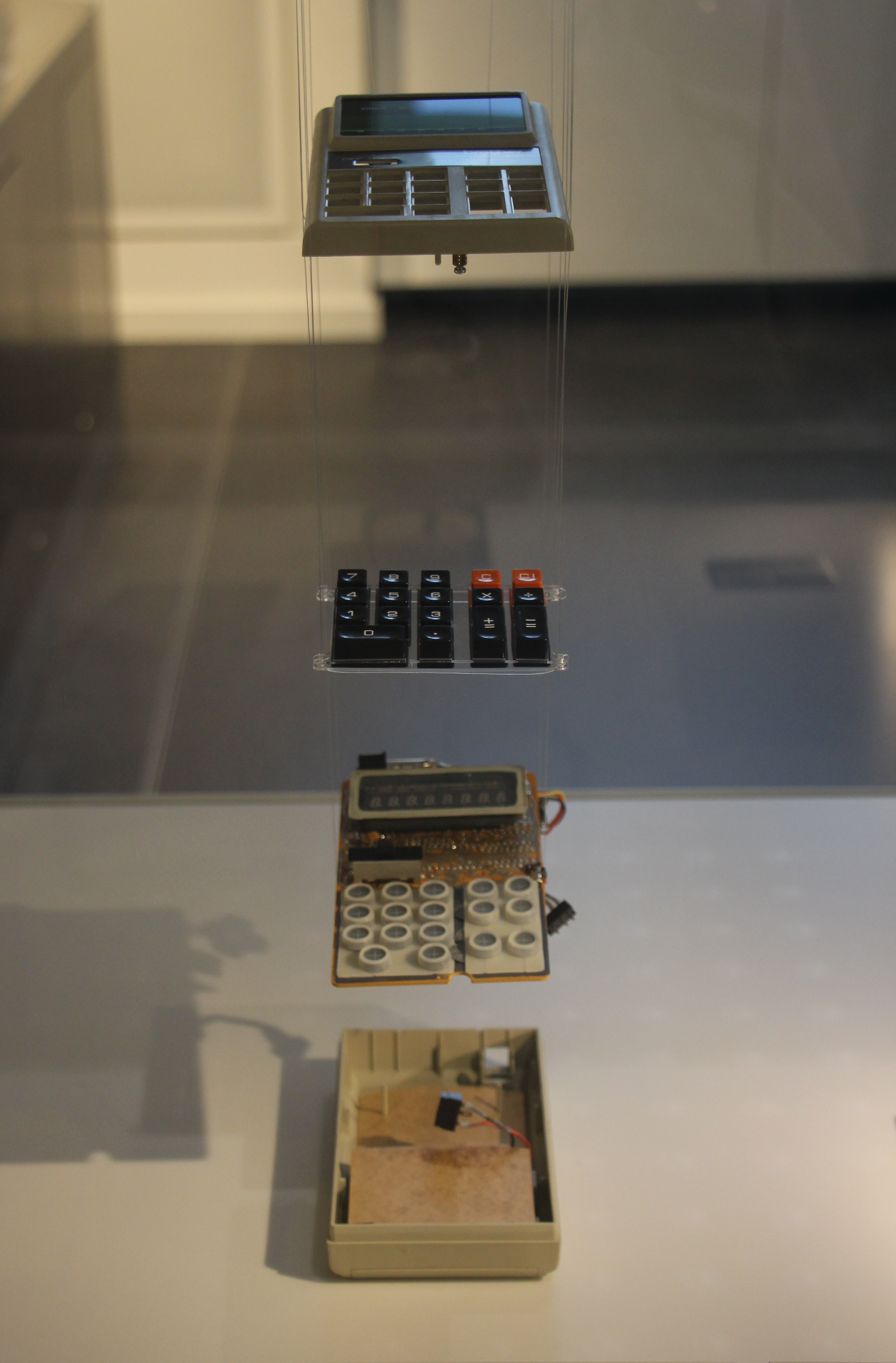
Aufbau eines Taschenrechners, Brother Procal 408X, etwa 1973; Aufnahme im Deutschen Museum

Die Dateneingabe erfolgt bei den meisten Taschenrechnern mit dem Finger über kleine Drucktasten. Das Tastaturlayout ist von der Variante des Rechners abhängig. Manche Geräte sind mit einer alphanumerischen Tastatur ausgestattet. Die folgenden Tasten sind auf vielen Taschenrechnern mit algebraischer Eingabelogik zu finden:
| MC | Memory Clear (Speicher löschen)                      |
| MR | Memory Recall (gespeicherten Wert abrufen)           |
| M− | Memory Subtraktion (vom Speicherinhalt subtrahieren) |
| M+ | Memory Addition (zum Speicherinhalt addieren)        |
| C  | Clear (alles löschen)                                |
| ±  | Vorzeichenwechsel                                    |
| %  | Prozent                                              |
| ÷  | Division                                             |
| ×  | Multiplikation                                       |
| −  | Subtraktion                                          |
| +  | Addition                                             |
| .  | Dezimalpunkt                                         |
| √  | Quadratwurzel                                        |
| =  | Ergebnis                                             |

Oft ist bei der C-Taste auch noch eine CE-Taste zu finden: Clear Entry; (nur letzte Eingabe löschen).

### Eingabelogik

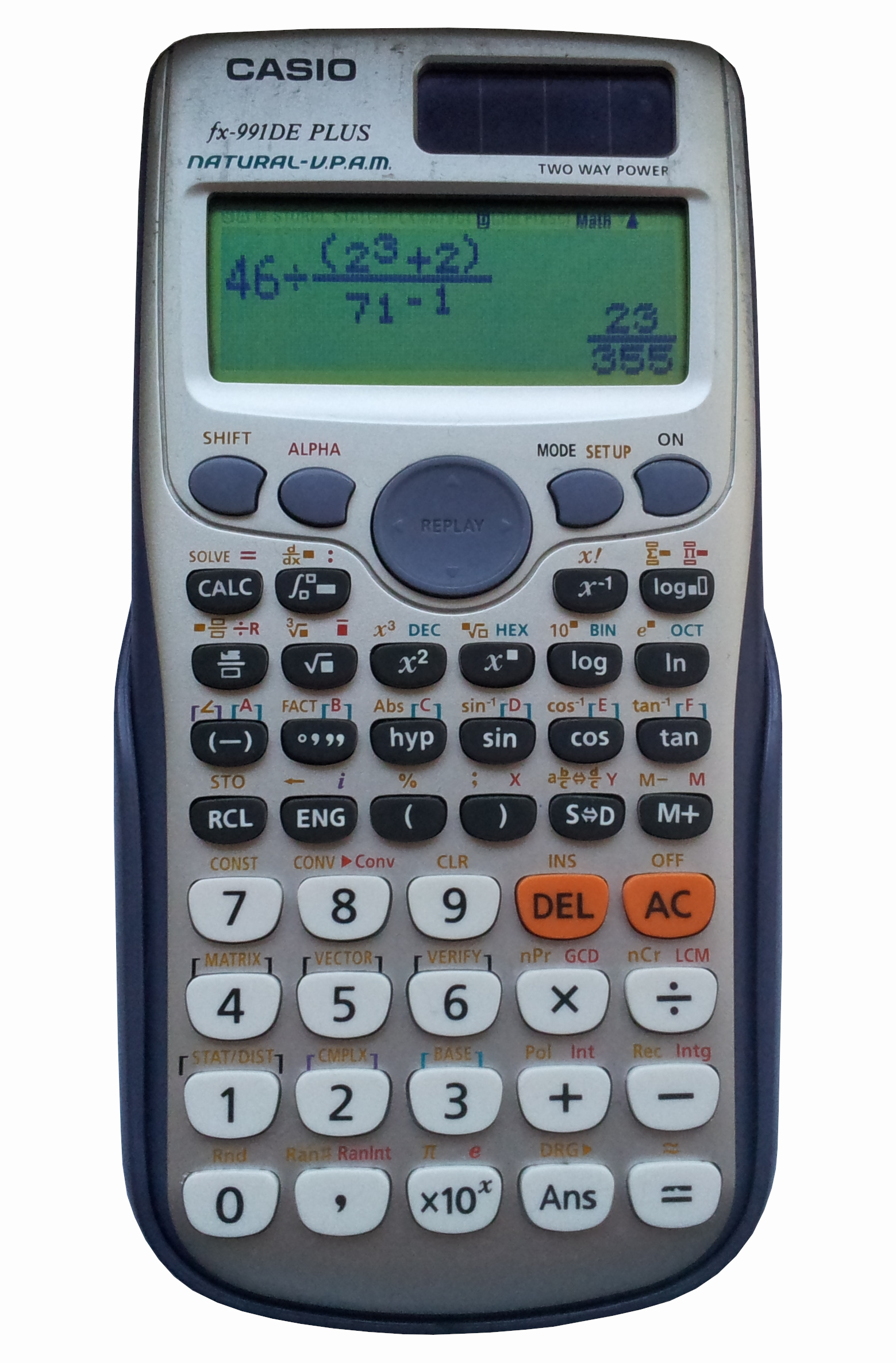
Casio fx-991DE Plus

Je nach Art des Rechners ist für die Berechnung der gleichen Funktion eine unterschiedliche Eingabe erforderlich:
- Sequentielle Eingabe: sofortige Ausführung der Operationen:

3 × 8 + 2 = ergibt 26, aber 2 + 8 × 3 = ergibt 30. Die Operationen werden direkt in der Reihenfolge ausgewertet, in der sie eingegeben werden. Operationen (a+b)×(c+d) mit zwei Zwischenergebnissen können nicht direkt ausgerechnet werden.
- Algebraische Notation: Beim Algebraic Operation System wird die Rangfolge der Operatoren berücksichtigt:

Sowohl 2 + 8 × 3 = als auch 8 × 3 + 2 = ergibt 26. Beide Eingaben liefern das Ergebnis 26, da die Multiplikation Vorrang vor der Addition hat. Wenn jedoch (2+8)×3 gefragt ist, muss 2 + 8 = × 3 = getippt werden. Operationen (a+b)×(c+d) mit zwei Zwischenergebnissen können nicht direkt ausgerechnet werden.
- Algebraische Notation mit Klammern:

Sowohl 2 + 8 × 3 = als auch 8 × 3 + 2 = ergibt 26. Wenn jedoch (2+8)×3 gefragt ist, muss ( 2 + 8 ) × 3 = getippt werden. Die zusätzlichen Klammertasten ermöglichen eine freiere Eingabereihenfolge. Es gibt eine maximale Anzahl von Klammerebenen (meist 8).
- Herkömmliche algebraische Notation:

Während Operationen mit zwei Operanden (+, −, *, /) eingegeben werden, wie man sie auch schreibt, und erst beim Drücken auf „=“ zur Ausführung kommen, werden Funktionen (einstellige Operationen) sofort beim Drücken der entsprechenden Taste ausgeführt, denn es muss nicht auf einen zweiten Operanden gewartet werden. Das hat zur Folge, dass man das Argument vor der Funktion eingeben muss, also z. B. 4 sin 30° wird eingegeben als 4 × 3 0 sin =.
- Direkte algebraische Logik – wird je nach Hersteller mit „D.A.L.“ (Sharp), „V.P.A.M.“ – engl. für Visually Perfect Algebraic Method (Casio) oder „AOS“ (Algebraic Operating System, Texas Instruments) – bezeichnet und ist in der Regel auf dem Gehäuse aufgedruckt. Die Eingabe erfolgt so, wie man die entsprechende Gleichung schreiben würde.

Die obige Gleichung wird also eingegeben als 4 × sin 3 0 =.
Der Unterschied ist für den Unterricht an Schulen von Bedeutung, weil es dort regelmäßig vorkommt, dass Tastenreihenfolgen angesagt und von mehreren Schülern mitgetippt werden. Besitzen die Schüler Rechner mit unterschiedlicher Eingabelogik, kommt es zu Missverständnissen.
- umgekehrte polnische Notation (UPN), basierend auf einer Stack-Rechnerarchitektur:

Bei dieser Eingabelogik wird der Operator immer nach den Operanden eingegeben. Zur Trennung von Operanden muss gelegentlich die ENTER-Taste benutzt werden. Rechner dieser Bauart erkennt man meistens an der ENTER-Taste, während die „=“-Taste fehlt
3 ENTER 8 × 2 +, unüblich aber möglich 2 ENTER 3 ENTER 8 × +.
Manche Taschenrechner wie der HP-49G+ und der HP 35s lassen sich auch zwischen der umgekehrten polnischen Notation und der algebraischen Notation umschalten.
- Zweidimensionaler Eingabe-Editor:

Zunehmend verfügen auch neuere Modelle wie Casio fx-991ES oder TI-30X Plus MultiView über einen zweidimensionalen Eingabe-Editor wie der ab dem Jahr 1989 gebaute HP-48. Damit erfolgt die Eingabe und typischerweise auch die Ausgabe so, wie man schreibt oder druckt.

### Varianten
- Einfach (Grundrechenarten, Prozentrechnung)
- Finanzwirtschaft (Zinsrechnung, …), zum Beispiel der „Klassiker“ HP-12C (hergestellt seit 1981), HP 17 B (II) (hergestellt seit 1988)
- Boolesche Rechnungen (Rechnen mit Dual-, Oktal- und Hexadezimalzahlen, z. B. TI Programmer)
- Wissenschaftlich (Winkelfunktionen, Logarithmus, mathematische Statistik, …), zum Beispiel TI-30 (seit 1976 dieselbe Typbezeichnung für intern völlig unterschiedliche Geräte)
- Programmierbarer Taschenrechner
- Grafikfähiger Taschenrechner (Funktions-/Kurvendarstellung) – ab 1985 Geräte von Casio (fx-Serie, aktuelles Modell fx 9860G SD), 1989 bis heute die HP-48-49-Reihe, ab 1993 der TI-82 und seine Nachfolger, aktuell der TI-84 Plus und TI-Nspire. Grafikrechner sind typischerweise auch programmierbar.
- Computeralgebra-Rechner (grafikfähige Taschenrechner mit eingebautem Computeralgebra-Kern); erstes verbreitetes Gerät war der HP-48 von Hewlett-Packard (ab 1989), spätere Geräte zum Beispiel TI-92(+) (ab 1995), TI-89 (ab 1998) und Voyage 200 (ab 2002), TI-Nspire CAS (ab 2007) von Texas Instruments, ClassPad 300 von Casio, HP 49g+ von Hewlett-Packard.

Die meisten aktuellen Modelle enthalten mehrere der oben genannten Funktionsgruppen, vereinzelt sogar mit einer einfachen Tabellenkalkulation.

### Numerische Genauigkeit
Der Anzeigebereich eines Taschenrechners legt den Umfang und die Genauigkeit der Zahlen fest, die angezeigt werden können. Intern werden die Rechnungen üblicherweise mit größerer Genauigkeit durchgeführt, angezeigt wird das jeweils gerundete Ergebnis.

#### Grundsätzliche Genauigkeit
Selbst bei ausschließlicher Verwendung der Grundrechenarten kann es zu Fehlern kommen, da einfache Taschenrechner mit Festkommazahlen und wissenschaftliche Taschenrechner mit Gleitkommazahlen arbeiten. Lässt man z. B. einen einfachen 8-stelligen Taschenrechner {\displaystyle 12345678+0{,}1-12345678} berechnen, so ist das Ergebnis 0 statt korrekt 0,1. In ähnlicher Weise führt bei einem wissenschaftlichen Taschenrechner mit 12-stelliger Mantisse die Berechnung von {\displaystyle 1+1\cdot 10^{-13}-1} zum falschen Ergebnis 0 (statt korrekt {\textstyle 10^{-13}}), weil der mittlere Summand kleiner als die Maschinengenauigkeit ist.
Beide Beispiele zeigen ferner, dass Gesetzmäßigkeiten der Mathematik wie das Kommutativgesetz auf Taschenrechnern im Allgemeinen nicht mehr gültig sind; vertauscht man bei der Eingabe den zweiten mit dem dritten Summanden, so sind die Berechnungen in beiden Fällen korrekt.
Speziell bei der Hintereinanderausführung von Berechnungen können sich die Fehler zu einem völlig unbrauchbaren Endergebnis akkumulieren.

#### Bestimmung der Rechengenauigkeit
Um die interne Rechengenauigkeit näherungsweise zu bestimmen, kann man den Taschenrechner 8/7 berechnen lassen und von dem Ergebnis das angezeigte Ergebnis abziehen. Das daraufhin angezeigte Ergebnis enthält dann üblicherweise Ziffern, die nicht 0 sind. Die Anzahl dieser Ziffern gibt an, wie viele zusätzliche Stellen Rechengenauigkeit der Taschenrechner intern verwendet. Zum Beispiel ist bei wissenschaftlichen Taschenrechnern mit 10-stelliger Anzeige eine Rechengenauigkeit von 12 bis 13 Stellen üblich, typische moderne Computer haben eine Rechengenauigkeit von 15 bis 16 Stellen.
Die Rechengenauigkeit exakt zu bestimmen, ist aufwendiger und erfordert Wissen darüber, wie der Taschenrechner intern rechnet. Üblicherweise werden die Zahlen als Gleitkommazahlen im Binärformat gespeichert, das bedeutet, dass schon bei der Ein- und Ausgabe von Zahlen Rundungsfehler auftreten können, insbesondere bei Zahlen, die nicht exakt im Binärsystem darstellbar sind.

### Schiebeschalter und Rundungsautomatik
Einfache Taschenrechner für kaufmännische Arbeitsbereiche haben oft zwei Schiebeschalter. Der Schalter mit „F/CUT/5/4“ steuert das Runden auf eine bestimmte Anzahl von Dezimalstellen. „F“ (engl. floating point) aktiviert das Gleitkomma, „CUT“ rundet auf 0 Stellen nach dem Dezimalpunkt, „5/4“ beschreibt die Art der Rundung, die ausgeführt wird (Abrunden bei 4 oder niedriger, Aufrunden bei 5 oder höher).

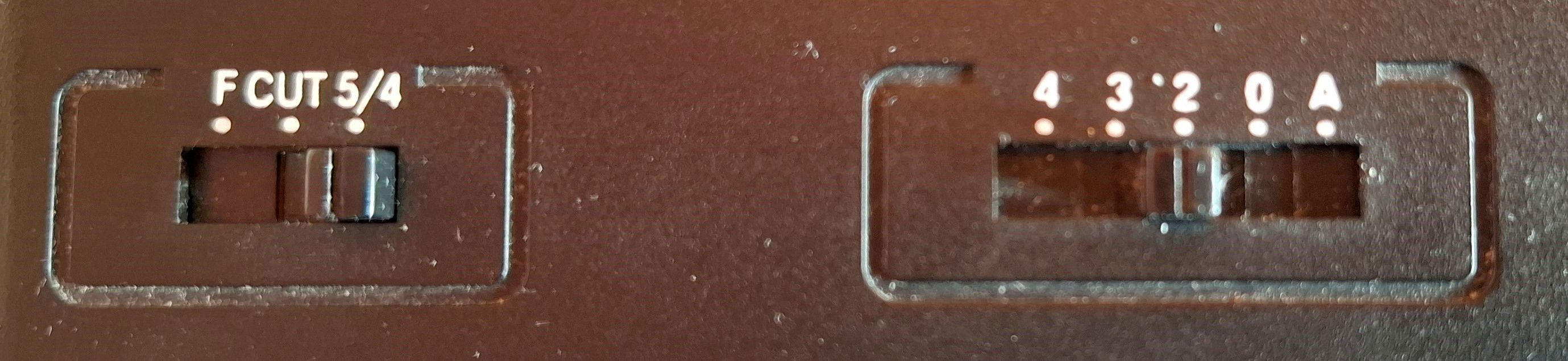
Zwei Schiebeschalter

Der Schalter „4/3/2/0/A“ gibt die Anzahl der Dezimalstellen (also z. B, 4, 3, 2, 1, 0) an. Die Einstellung „A“ (engl. ADD) geht von zwei Dezimalstellen aus. Wenn die Zahl „2“ eingeben wird, zeigt der Taschenrechner automatisch den Wert 0,02 an. Wird beim Eingeben eines Wertes die Taste „.“ verwendet, wird die Dezimalstelle an dem angegebenen Ort angezeigt.

#### Angenäherte Funktionswerte
Auch wenn heutige Taschenrechner im Regelfall kaum Programmfehler bei einfachen Berechnungen aufweisen, lassen sich zwischen verschiedenen Taschenrechnermodellen unterschiedliche Genauigkeiten und Auflösungen bei numerischen Berechnungen bestimmen. Die Gründe liegen in den numerischen Näherungsverfahren (beispielsweise Horner-Schema und CORDIC), mit denen beispielsweise transzendente Funktionen wie die Sinus-Funktion berechnet werden. Genauer gesagt kommt es auf die Anzahl der abgespeicherten Koeffizienten für die Funktionsapproximationen an: der dafür benötigte Speicherplatz war vor allem in der Anfangszeit ein extremer Engpass. Diese kleinen Unterschiede in den Verfahren und unterschiedliche Genauigkeiten lassen sich auch als Erkennungsmerkmal für eine bestimmte Firmware verwenden.
Beispielsweise liefert die numerische Berechnung von sin(22) in Radiant auf verschiedenen Taschenrechnern folgende voneinander abweichende Ergebnisse:
| Rechner | Wert für sin(22)                               |
| --- | ---------------------------------------------- |
| Die ersten 40 signifikanten Stellen:                                                                                 | −0,008851309290403875921690256815772332463289… |
| Casio FX-3900Pv | −0,0088513094194                               |
| Casio fx-991D, Casio FX-82SX, Casio FX-702P, Casio FX-603P, Casio fx-5000F                                           | −0,008851309219                                |
| Casio FX-992S | −0,008851309290957                             |
| Casio fx-7400GII, Casio fx-CG 20                                                                                     | −0,00885130929035653                           |
| Casio FX-850P, Casio FX-880P 20                                                                                      | −0,00885130921901                              |
| Casio ALGEBRA FX 2.0 PLUS, Casio FX-85ES, Casio CFX-9850G, Casio fx-991DE PLUS, Casio fx-82DE PLUS, Casio fx-991DE X | −0,00885130929035655                           |
| Casio ClassPad 330 (Ver. 3.03)                                                                                       | −0,00885130929035651226567489…                 |
| Casio fx-991ES | −0,00885130929021092                           |
| Casio fx-180P | −0,0088513078196                               |
| Elektronika MK 61 | −0,008851685                                   |
| HP-10s | −0,008851309290389                             |
| HP-11C, HP15C, HP-34C, HP-41, Casio FX-85MS, Casio FX-115MS, Casio fx-991WA                                          | −0,008851309289                                |
| HP-25, HP 45, HP-65                                                                                                  | −0,008851306326                                |
| HP-48S/X, HP 48G/X, HP 49G, HP 49G+, HP 50, HP-33s, HP 35s, HP-71B, HP Prime                                         | −0,0088513092904                               |
| Logitech LC-605 | −0,008851304                                   |
| Sharp EL-506 P, Sharp EL-5020, Sharp EL-5120, TI-35x, TI-52, Sharp PC-1401                                           | −0,008851309                                   |
| Sharp EL-W506, EL-W531                                                                                               | −0,0088513092902112                            |
| Sharp EL-520R | −0,00885130915412                              |
| Sharp EL-9900 | −0,0088513092902122                            |
| Sharp PC-E500(S) (Nach Umschalten in DEFDBL)                                                                         | −0,0088513092904038759217                      |
| Simvalley Instruments GRC-1000                                                                                       | −0,008851309288957                             |
| Texas Instruments TI-25, TI-30-SLX, Schul-Rechner 1                                                                  | −0,0088487                                     |
| Texas Instruments TI-30 (Rote LEDs), TI-45, CASIO fx-3600P                                                           | −0,008851307832                                |
| Texas Instruments TI-30 eco RS                                                                                       | −0,0088513093286                               |
| Texas Instruments TI-30X IIS, TI-36X II                                                                              | −0,008851309288956                             |
| Texas Instruments TI-35 II                                                                                           | −0,0088513                                     |
| Texas Instruments SR-51-II                                                                                           | −0,00885130929151                              |
| Texas Instruments TI-51-III                                                                                          | −0,0088513097488                               |
| Texas Instruments TI-59                                                                                              | −0,008851309285516                             |
| Texas Instruments TI-66                                                                                              | −0,008851309290408                             |
| Texas Instruments TI-89                                                                                              | −0,0088513092904                               |
| Texas Instruments TI-200, TI-89 Titanium, TI-83 Plus                                                                 | −0,0088513092903565                            |
| Texas Instruments TI-Nspire CAS (frühe Version)                                                                      | −0,0088513092901566                            |
| Texas Instruments TI-Nspire CAS (aktuelle Version)                                                                   | −0,00885130929016                              |

### Entwicklungen seit dem Jahr 2000
- Taschenrechner mit exakter Arithmetik und Natürlicher Darstellung von Termen: Diese beherrschen z. B. das Rationalisieren des Nenners. Damit stoßen sie in Bereiche vor, die zuvor nur den Computeralgebra-Rechnern vorbehalten waren. Beispiele sind Casio FX-85ES, Casio fx-991ES oder Texas Instruments TI-30X Plus MultiView.
- Integrierte/interaktive Taschenrechner bzw. -computer: Taschenrechner, die die grundlegenden mathematischen Softwaretypen (Computer-Algebra, Dynamische Geometrie, Tabellenkalkulation) zu einem zusammenhängenden System integrieren und damit über die bislang bekannten Computeralgebra-Rechner deutlich hinausgehen. Die ersten Vertreter sind seit 2002 die Modelle Casio ClassPad 300 und seit 2007 Texas Instruments TI-Nspire und TI-Nspire CAS.

## Zulassungsvorschriften an Schulen
In den Schulen haben sich diverse Abkürzungen für die jeweiligen Geräteklassen herausgebildet:
- WTR: Wissenschaftlicher Taschenrechner, wissenschaftlicher Schulrechner
- GTR: Graphischer Taschenrechner, numerischer Graphikrechner
- CAS: Graphischer Taschenrechner mit Computeralgebrasystem

### Situation in Deutschland
Mit Beschluss vom 18. Oktober 2012 hat die Kultusministerkonferenz (KMK) Bildungsstandards für die Allgemeine Hochschulreife in verschiedenen Fächern, darunter im Fach Mathematik, eingeführt und damit für diese Fächer die Einheitlichen Prüfungsanforderungen in der Abiturprüfung (EPA) abgelöst. Das Institut zur Qualitätsentwicklung im Bildungswesen (IQB) stellt im Auftrag der Kultusministerkonferenz einen Pool von Aufgaben zusammen, aus denen sich zukünftig Abiturprüfungen speisen sollen. In diesem Zusammenhang wurden Anforderungen zur Verwendung von digitalen Hilfsmitteln definiert. Als digitale Hilfsmittel zugelassen sind ein „einfacher wissenschaftlicher Taschenrechner“ oder ein Computeralgebrasystem (CAS). Für jedes der beiden digitalen Hilfsmittel wird vorausgesetzt, dass es bei seiner Verwendung einen Zugriff auf Netzwerke jeglicher Art nicht zulässt.
Die Ausführungen zum „einfachen wissenschaftlichen Taschenrechner“ entsprechen den Vorgaben der Bundesländer Baden-Württemberg und Bayern. Nicht vorgesehen ist die Verwendung von programmierbaren Taschenrechnern. Ein Taschenrechner wird als programmierbar angesehen, wenn zusätzliche Routinen gespeichert werden können, die nicht zum ursprünglichen Funktionsumfang gehören. Abgesehen von Bayern und Baden-Württemberg sowie Berlin und Brandenburg erlauben die aktuellen Prüfungsbedingungen der übrigen Länder, sofern als digitales Hilfsmittel in der Abiturprüfung nicht GTR oder CAS vorgeschrieben sind, wissenschaftliche Taschenrechner, die in allen Punkten den Vorgaben des IQB widersprechen.
Bei Computeralgebrasystemen wird vorausgesetzt, dass das CAS über typische Funktionen wie das algebraische Lösen von Gleichungen und Gleichungssystemen, Differenzieren und Integrieren, Rechnen mit Vektoren und Matrizen und dergleichen verfügt. Außerdem wird vorausgesetzt, dass das CAS vor seiner Verwendung in der Prüfung in einen Zustand versetzt wird, in dem ein Zugriff auf Dateien und Programme, die nicht zum Lieferumfang oder einem Systemupdate gehören, unterbunden ist.
Die nachfolgende Tabelle wurde anhand der Angaben der Kultusministerien der Bundesländer entwickelt. Soweit diese nicht auffindbar waren, wurden die Angaben der verschiedenen Taschenrechnerhersteller verwendet. Sie gibt die Gegebenheiten an Gymnasien hinsichtlich Zulassung in Prüfungen wieder, da der Einsatz im Unterricht aufgrund der pädagogischen Freiheit der Lehrkraft überall möglich ist.
| Bundesland             | wissenschaftlicher Schulrechner (WTR) z. B. Casio fx-991DE PLUS, TI-30X Plus MultiView | Numerischer Graphikrechner (GTR) z. B. Casio FX-CG20, TI-84 Plus | Computer-Algebra-Taschencomputer (CAS) z. B. Casio ClassPad 300, TI-Nspire CAS, HP Prime |
| ---------------------- | -------------------------------------------------------------------------------------- | ---------------------------------------------------------------- | ---------------------------------------------------------------------------------------- |
| Baden-Württemberg      | ja                                                                                     | nein                                                             | nein                                                                                     |
| Bayern                 | ja                                                                                     | nein                                                             | ja                                                                                       |
| Berlin                 | ja                                                                                     | ja                                                               | ja                                                                                       |
| Brandenburg            | ja                                                                                     | nein                                                             | ja                                                                                       |
| Bremen                 | ja                                                                                     | ja                                                               | ja                                                                                       |
| Hamburg                | ja                                                                                     | nein                                                             | ja                                                                                       |
| Hessen                 | ja                                                                                     | ja                                                               | ja                                                                                       |
| Mecklenburg-Vorpommern | ja                                                                                     | nein                                                             | ja                                                                                       |
| Niedersachsen          | nein                                                                                   | ja                                                               | ja                                                                                       |
| Nordrhein-Westfalen    | ja                                                                                     | ja                                                               | ja                                                                                       |
| Rheinland-Pfalz        | ja                                                                                     | ja                                                               | ja                                                                                       |
| Saarland               | ja                                                                                     | ja                                                               | nein                                                                                     |
| Sachsen                | nein                                                                                   | ja                                                               | ja                                                                                       |
| Sachsen-Anhalt         | ja                                                                                     | nein                                                             | nein                                                                                     |
| Schleswig-Holstein     | ja                                                                                     | ja                                                               | ja                                                                                       |
| Thüringen              | nein                                                                                   | nein                                                             | ja                                                                                       |

### Situation in Österreich
Bis zur Einführung der Zentralreifeprüfung Mitte der 2010er-Jahre gab es keine bundesweit einheitlichen Bestimmungen zur Zulassung bestimmter Hilfsmittel zur Matura, da die Matura selbst dezentral, also von den Lehrkräften vor Ort, erstellt wurde. Die Entscheidung, ob ein bestimmtes Hilfsmittel zugelassen war oder nicht, oblag damit der jeweiligen Lehrkraft.
Seit 2018 lauten die Mindestanforderungen an technische Hilfsmittel (wie etwa Taschenrechner; auch Computer sind zulässig) wie folgt:
- Gymnasien: „grundlegende Funktionen zur Darstellung von Funktionsgraphen, zum numerischen Lösen von Gleichungen und Gleichungssystemen, zur Ermittlung von Ableitungs- bzw. Stammfunktionen, zur numerischen Integration sowie zur Unterstützung bei Methoden und Verfahren in der Stochastik“ (§ 18 Abs. 3 Prüfungsordnung AHS)
- Berufsbildende Höhere Schulen: „grundlegende Funktionen zur Darstellung von Funktionsgrafen, zum numerischen Lösen von Gleichungen und Gleichungssystemen, zur Matrizenrechnung, zur numerischen Integration sowie zur Unterstützung bei Methoden und Verfahren in der Stochastik.“ (§ 17 Abs. 3 Prüfungsordnung BMHS)

### Situation in der Schweiz
Gegenwärtig gibt es weder schweizweite noch kantonsweite einheitliche Bestimmungen zur Zulassung bestimmter Hilfsmittel zur Maturitätsprüfung, da die Prüfung dezentral, sprich von den Lehrkräften selbst, erstellt wird. Die Entscheidung, ob ein bestimmtes Hilfsmittel zugelassen ist oder nicht, obliegt damit der jeweiligen Lehrkraft. Die üblichen Maturitätsprüfungen weisen zwei Teile auf, wobei der eine (mehrstündige, schriftliche) mit Taschenrechner, der andere (kurze, mündliche) Teil ohne Taschenrechner abgelegt wird. Die eidgenössische Maturitätsprüfung wird nur mündlich, ohne Taschenrechner, abgelegt.

## Bildergalerie

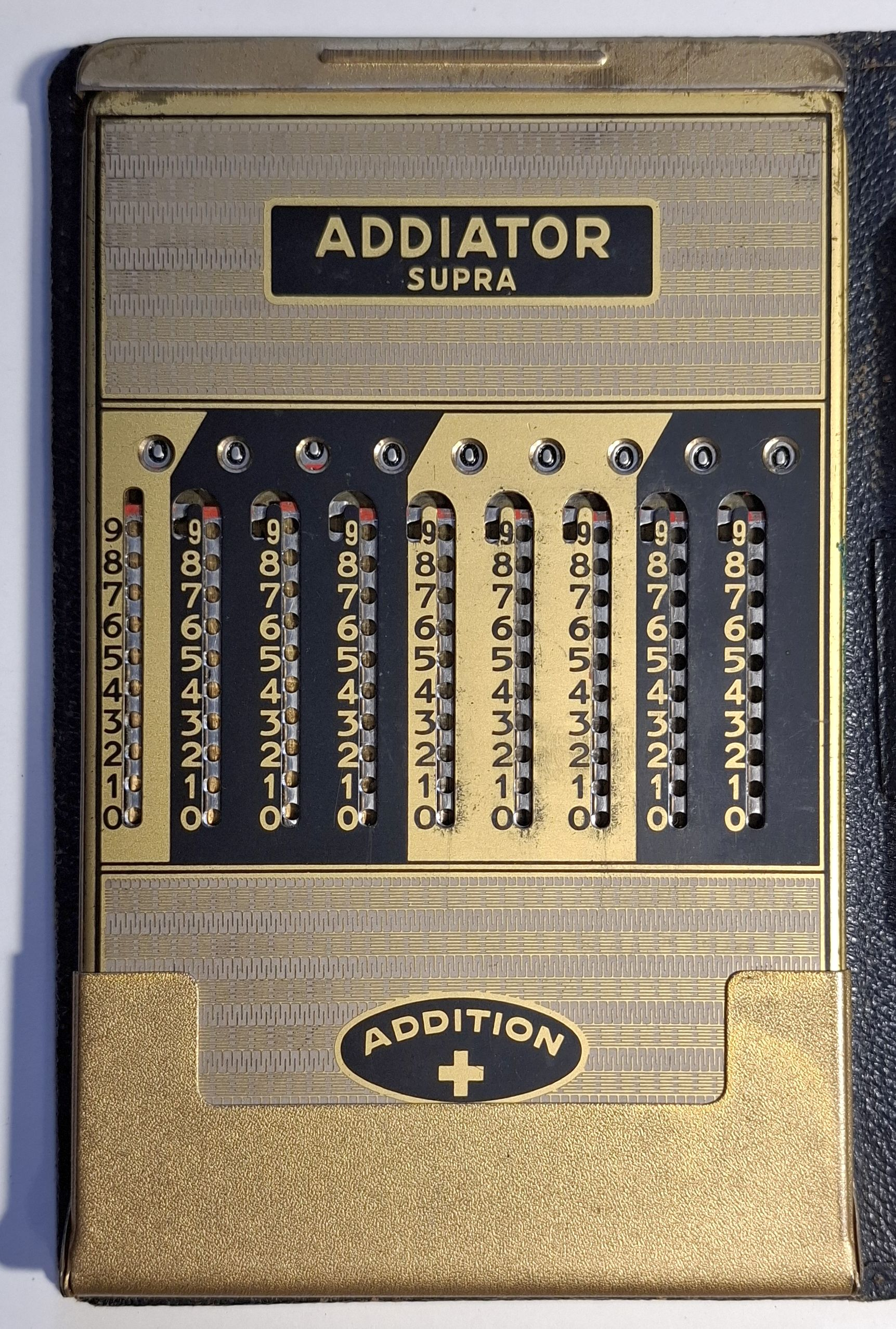
Mechanischer Addiator (Deutschland 1930er)
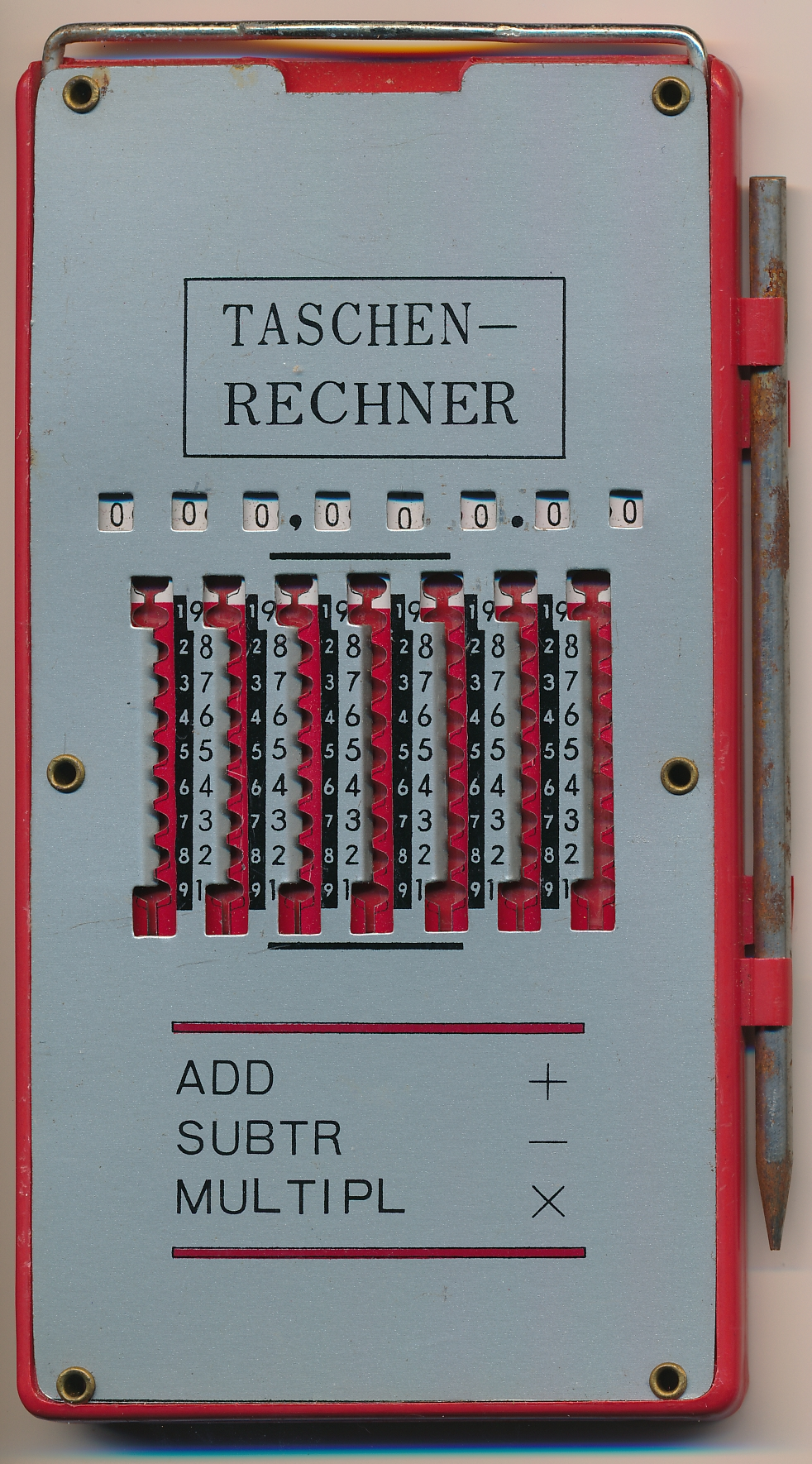
Vorläufer des elektronischen Taschenrechners: mechanischer Zahlenschieber aus den sechziger Jahren
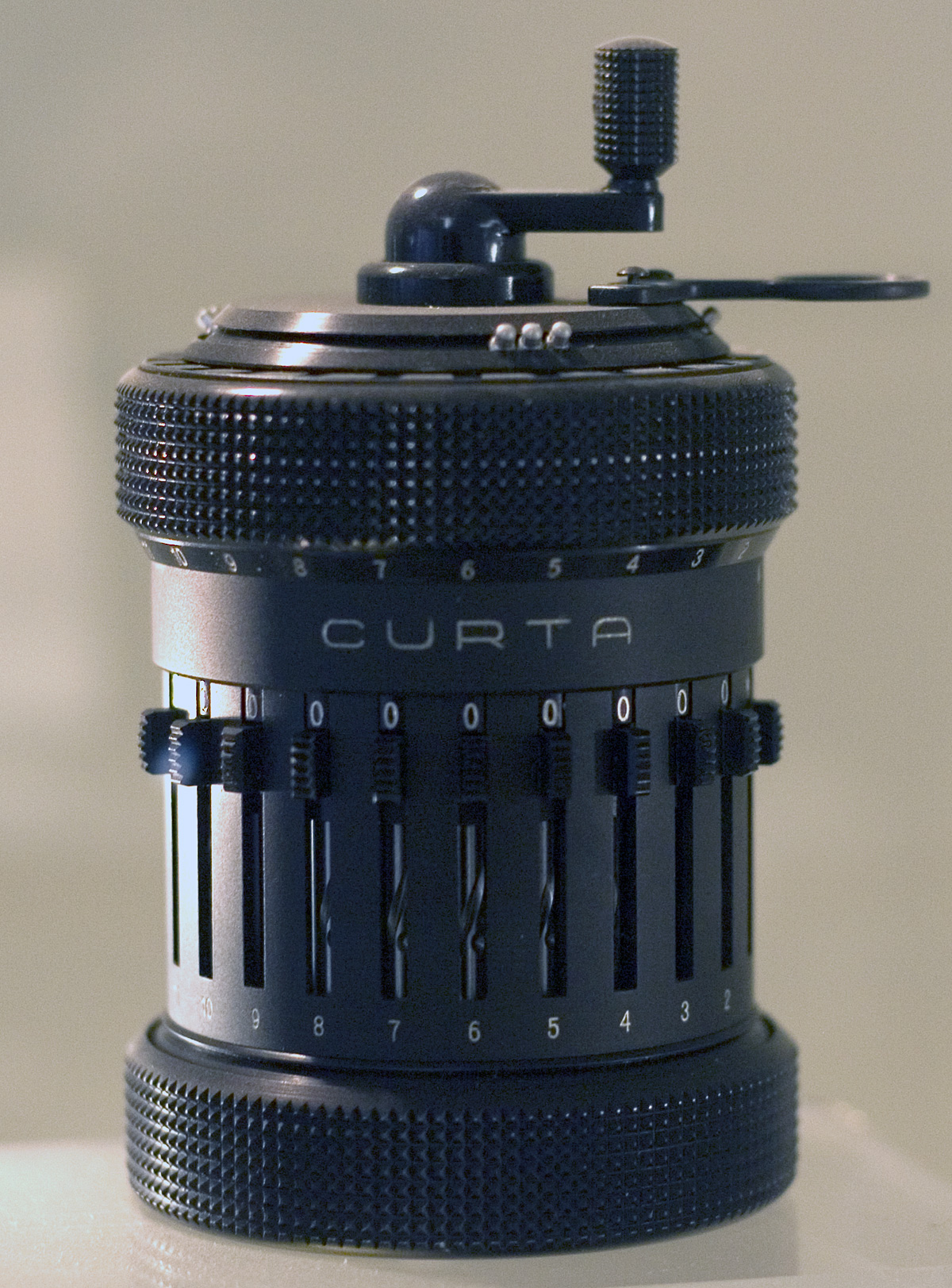
Die mechanische Curta konnte alle vier Grundrechenarten rechnen (Liechtenstein 1947).
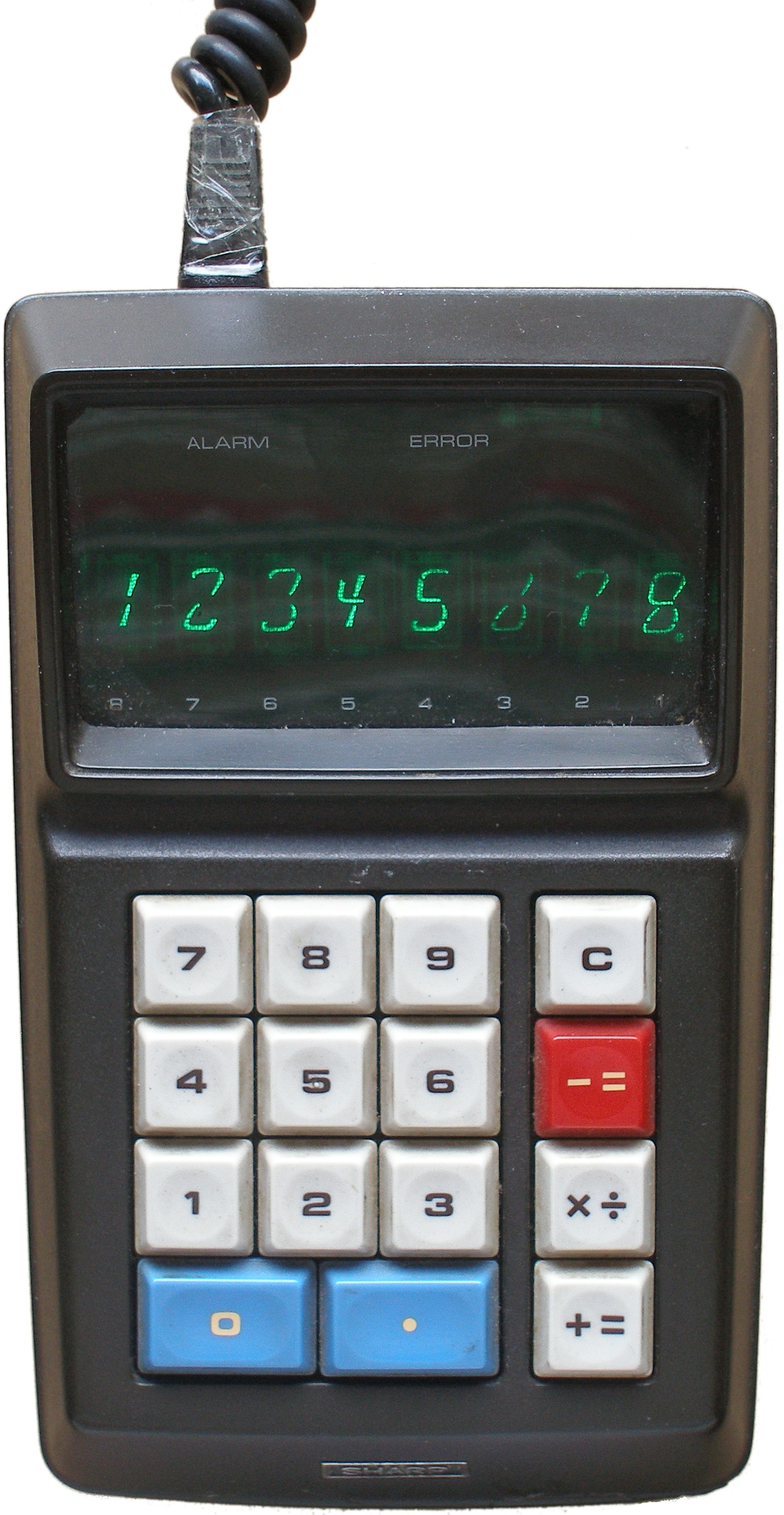
Sharp EL-8, der erste mobile Taschenrechner (1971)
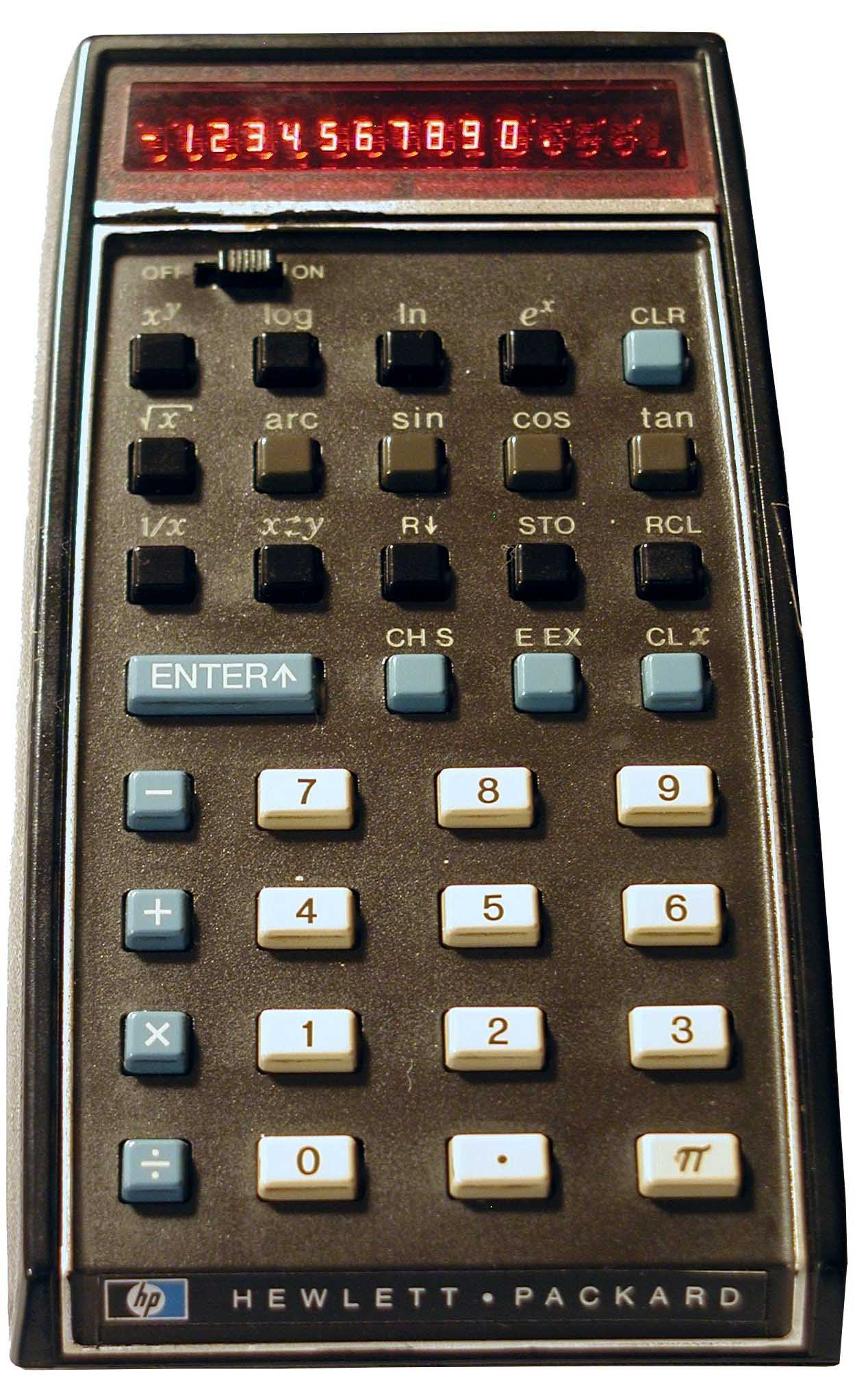
HP-35, erster wissenschaftlicher Taschenrechner (1972), umgekehrte polnische Notation und LED-Anzeige
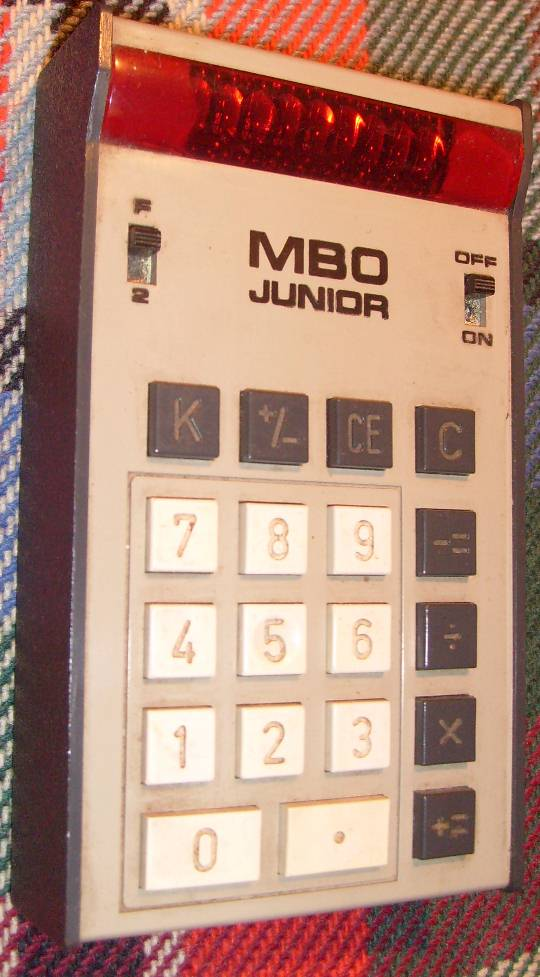
MBO mit LED-Anzeige (ca. 1972), einer der ersten Taschenrechner westdeutscher Produktion
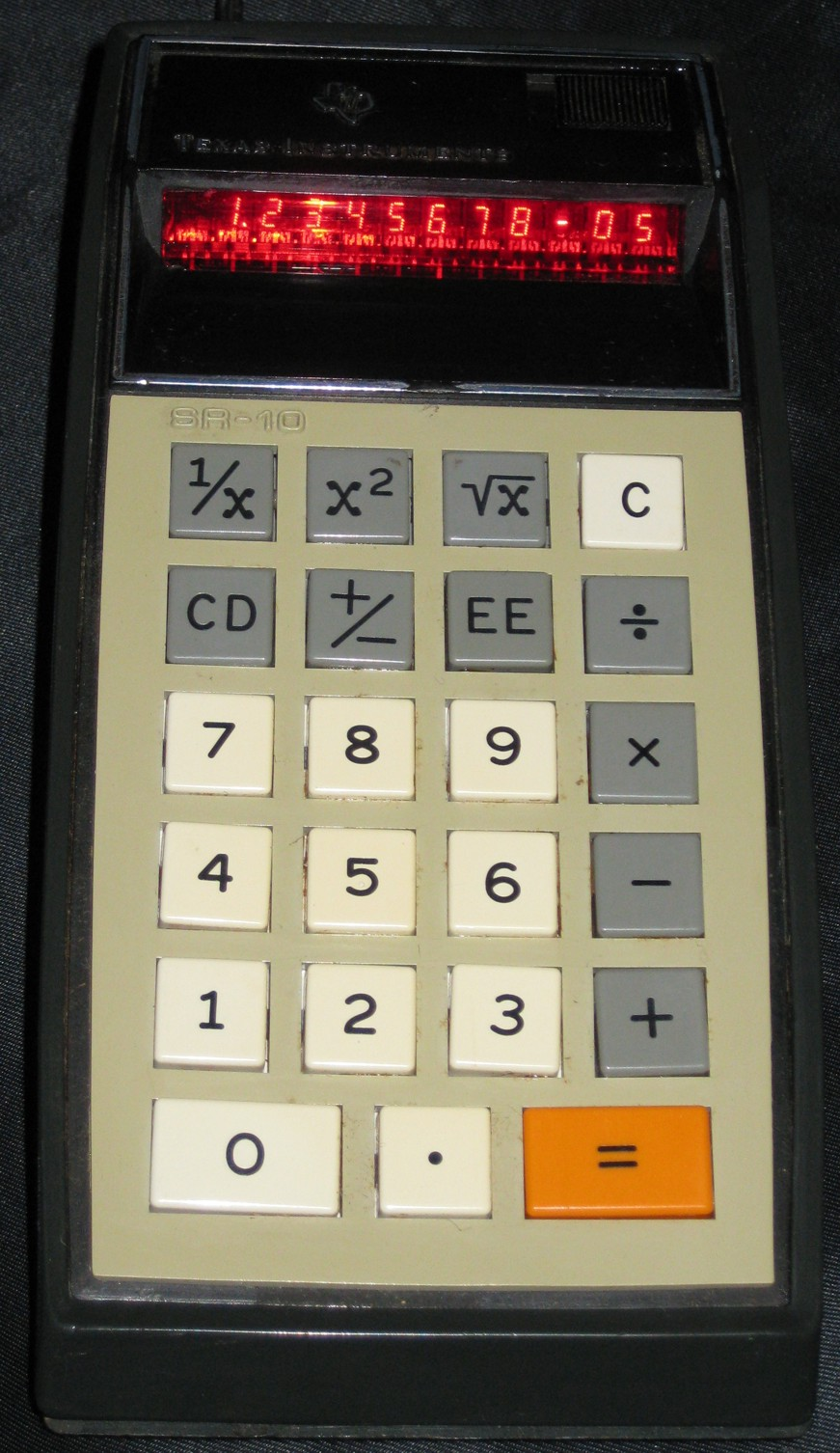
Texas Instruments SR 10 mit wissenschaftlicher Notation (1973)
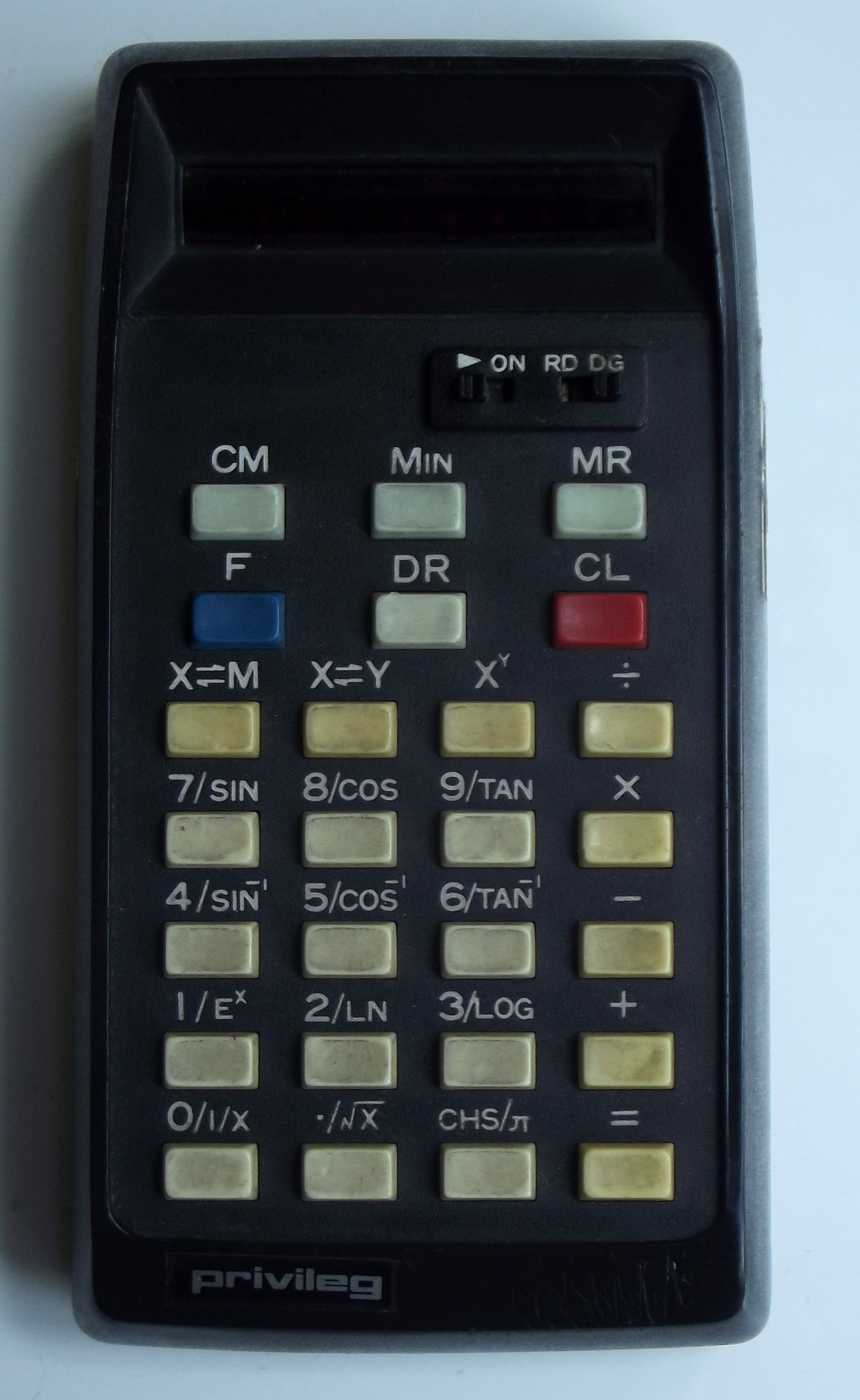
Quelle Privileg wissenschaftlicher Taschenrechner (1974)
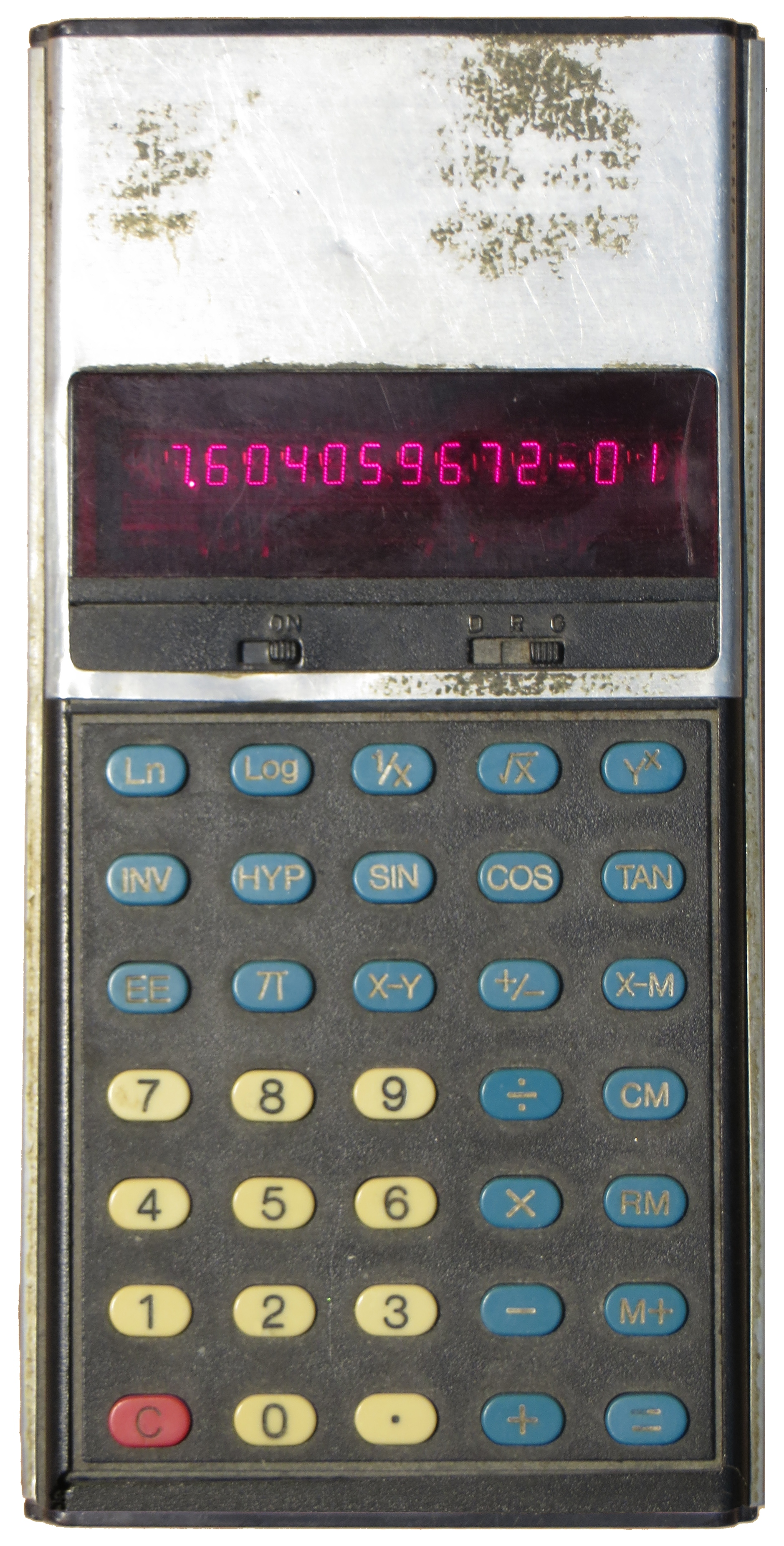
Taschenrechner (ab 1975): LED-Anzeige mit Exponentialschreibweise, einer der ersten mit Gon-Funktionen
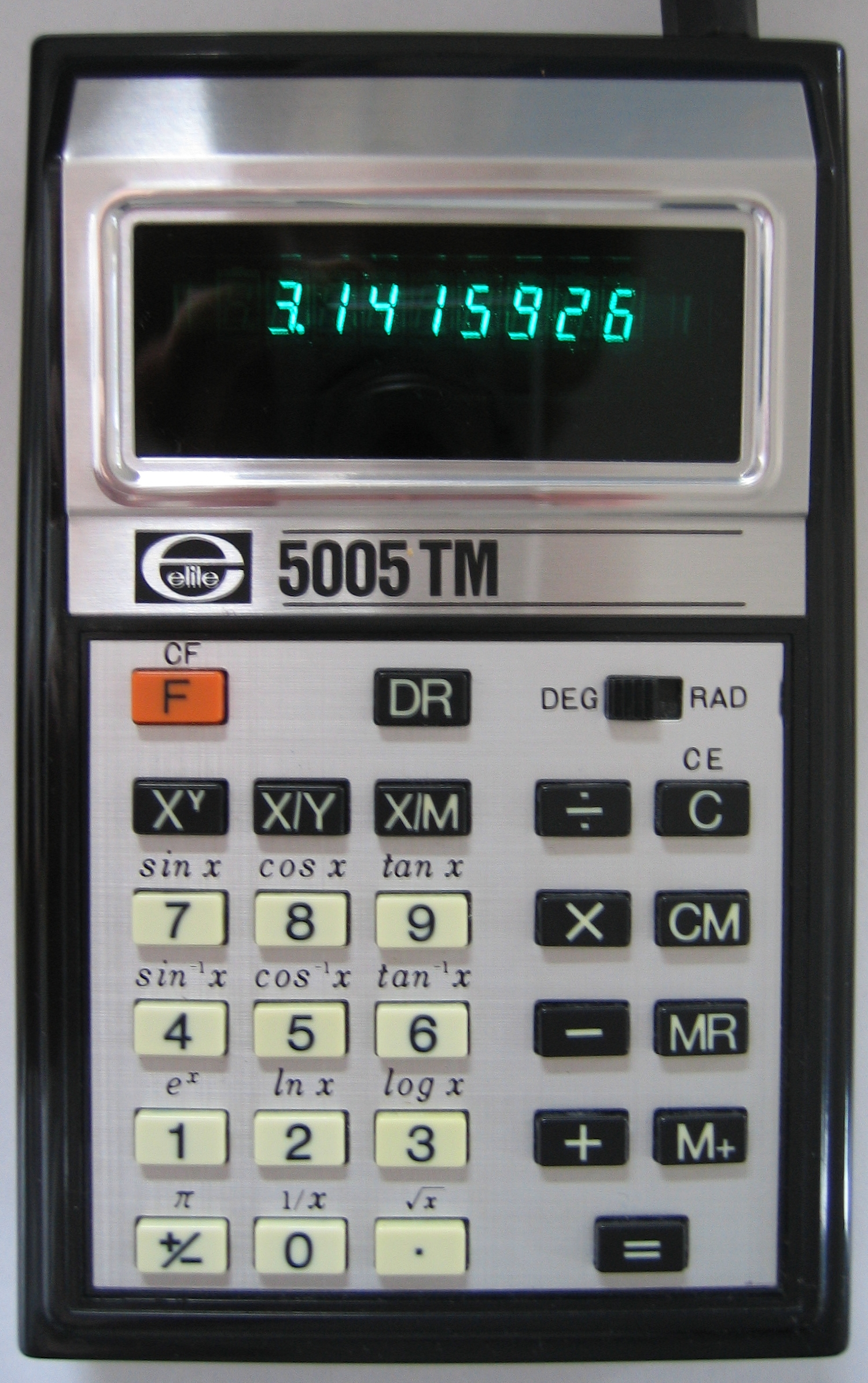
Elite 5005TM mit Vakuumfluoreszenz-anzeige (um 1975)
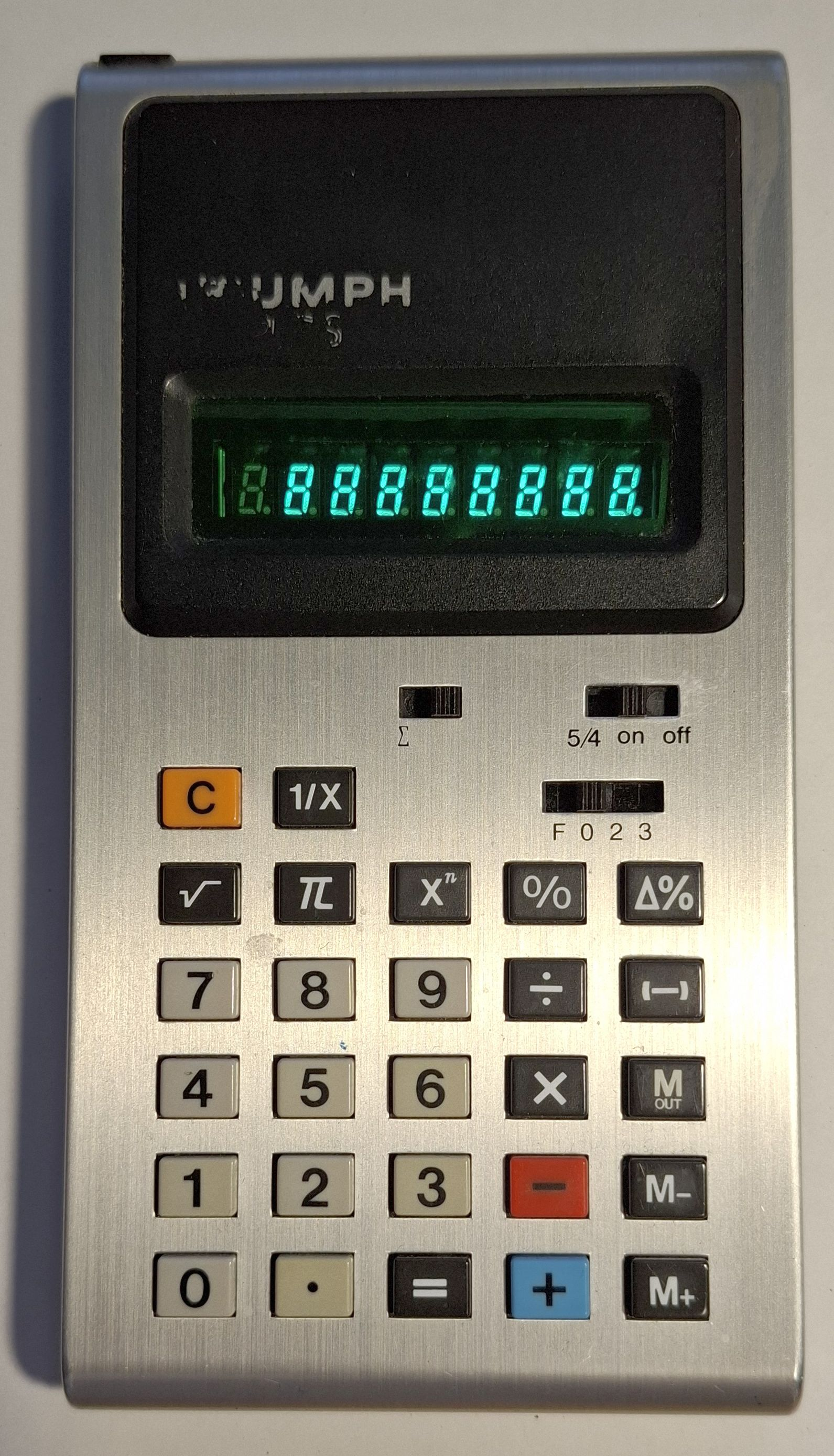
Triumph 81CS (Made in Japan)
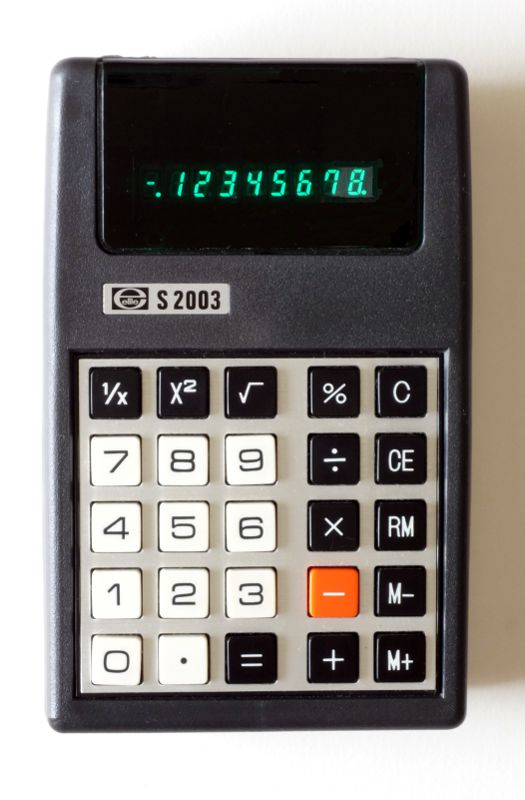
Elite S2003 (1976) (Preis damals 49 DM, was heute ca. 75 EUR entspricht)
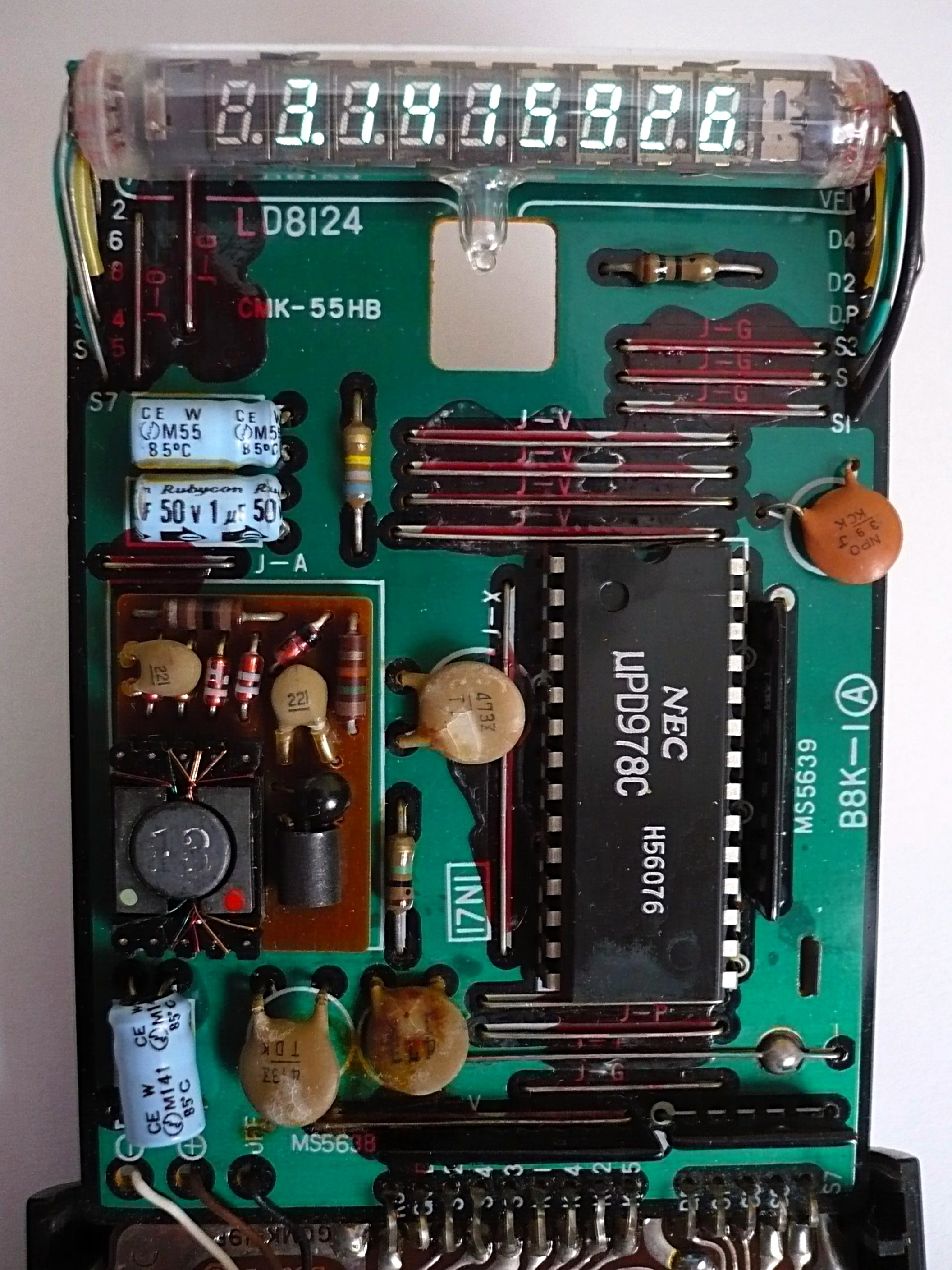
Casio FX 20 Innenansicht (ca. 1976)
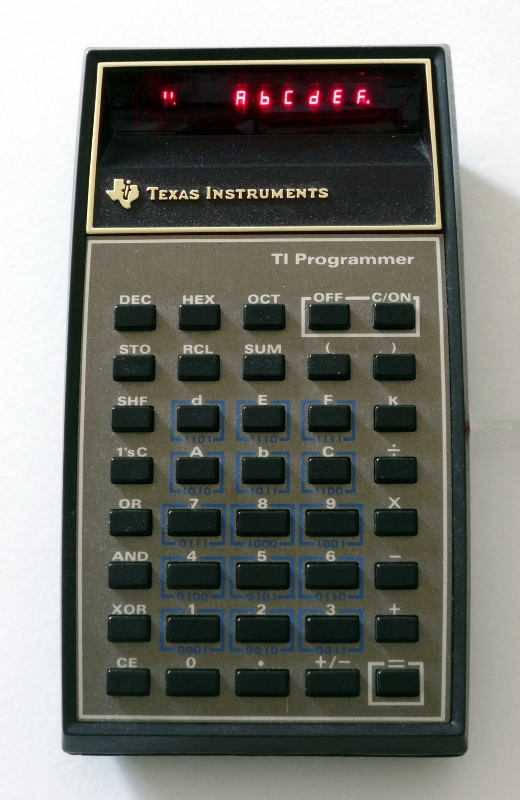
TI Programmer (1977)
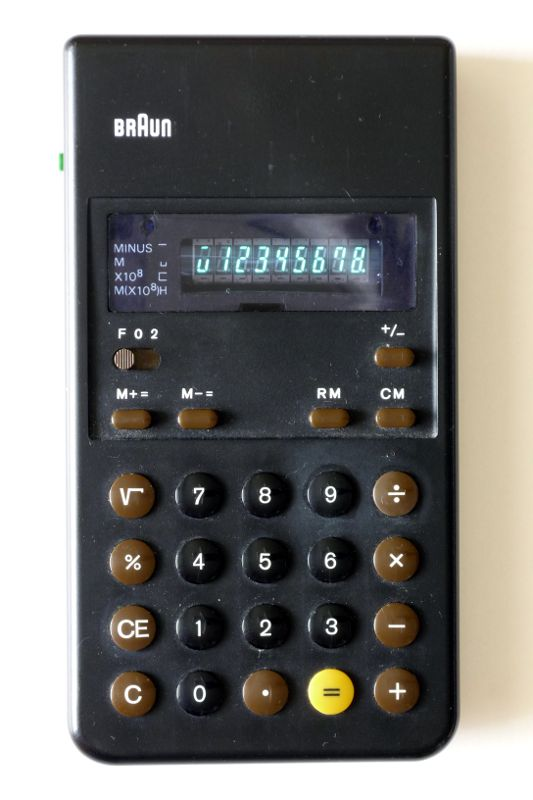
Braun ET 23 (1977)
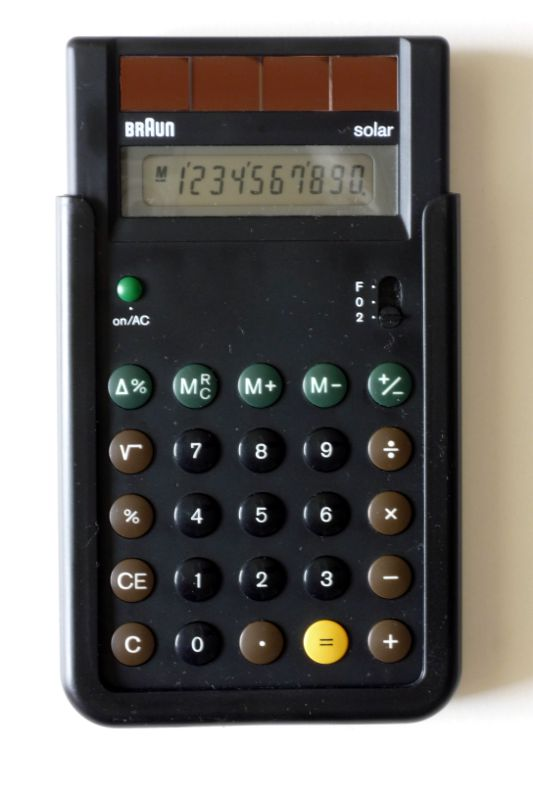
Braun ETS 77 (1987)
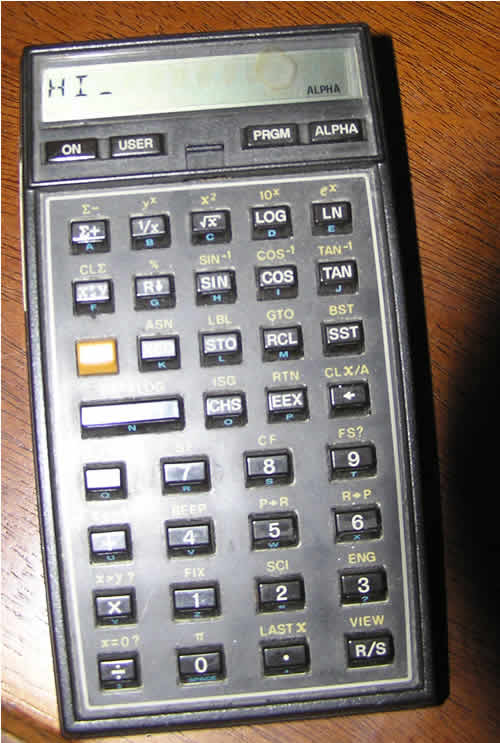
HP 41C, alphanu-merische Anzeige, erweiterbar (ab 1979)
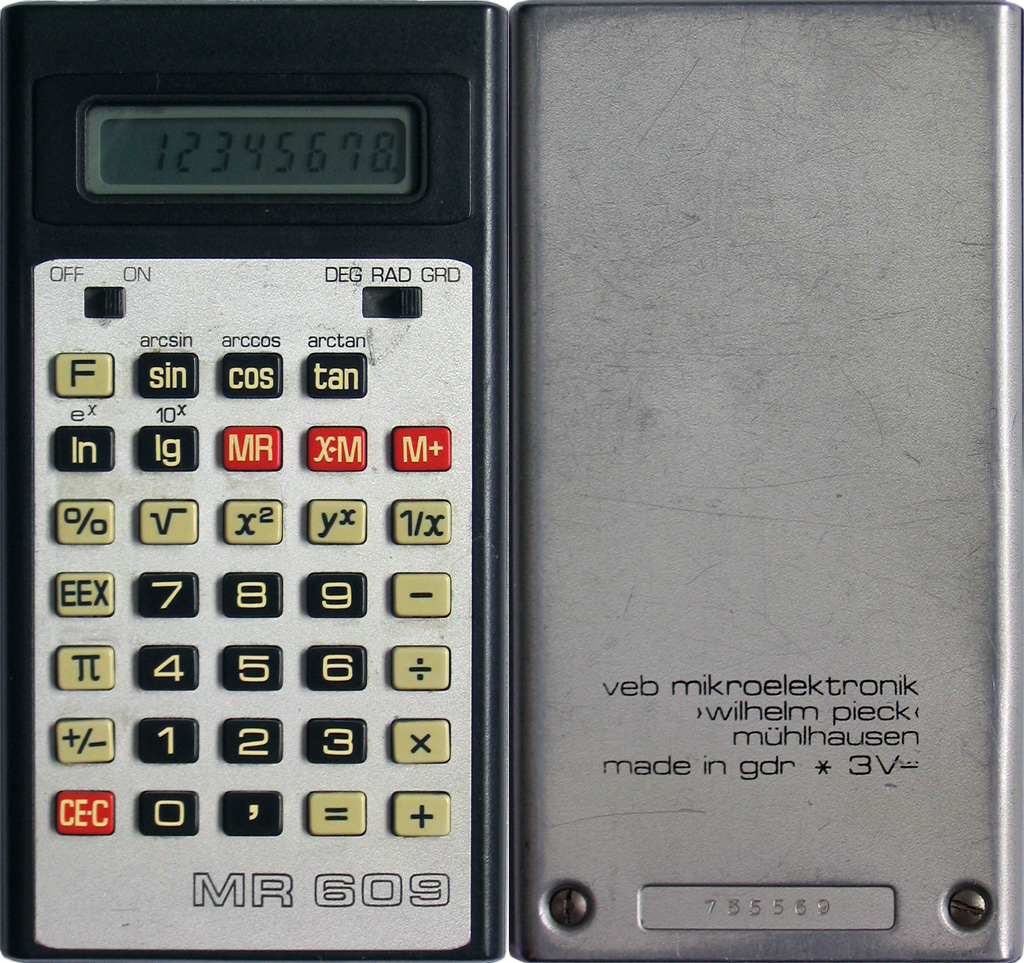
MR 609 (DDR 1979), baugleich mit dem SR1
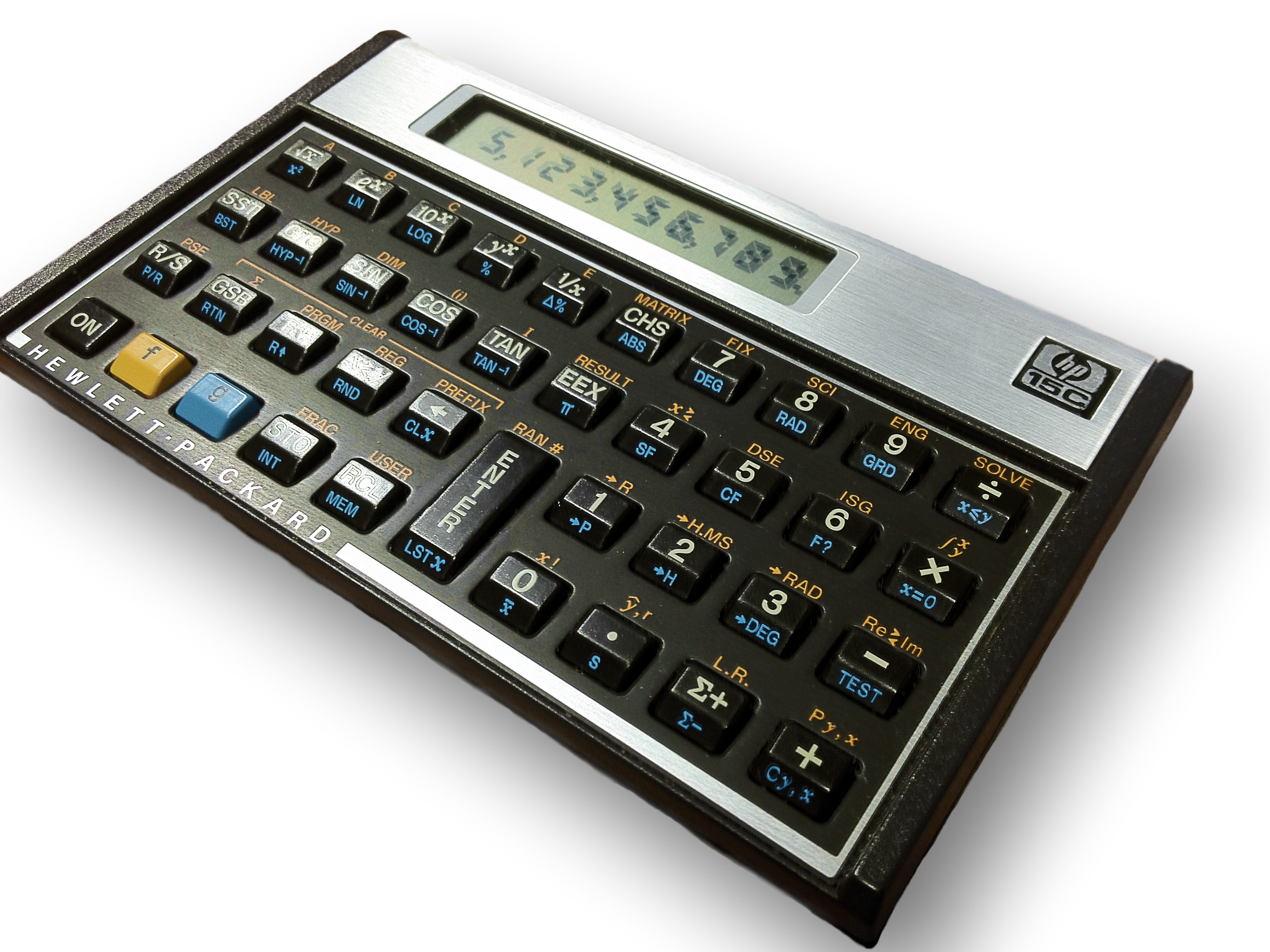
HP-15C mit numerischer Integration, Nullstellen- und Matrizenberechnung (ab 1982 sowie 2011)
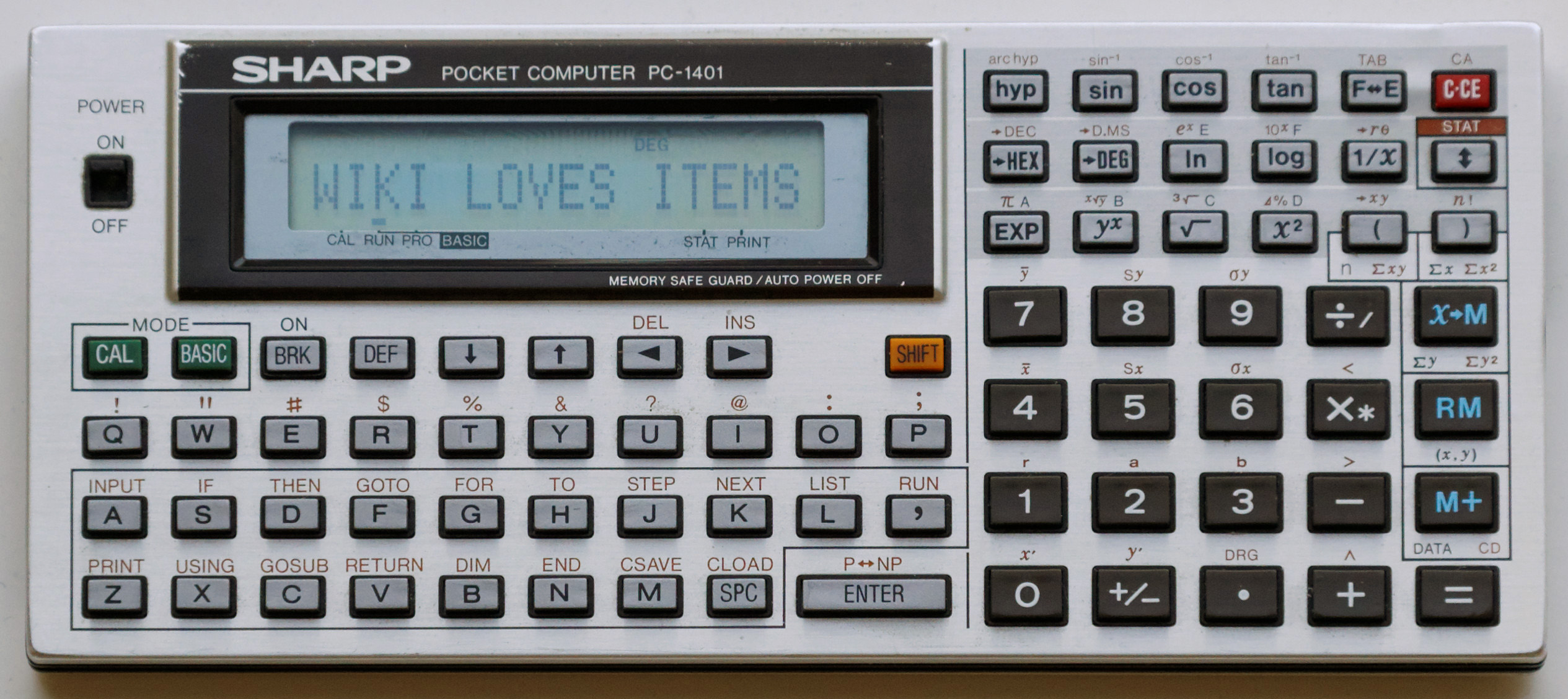
Sharp PC-1401, ein Pocket Computer (ab 1983)
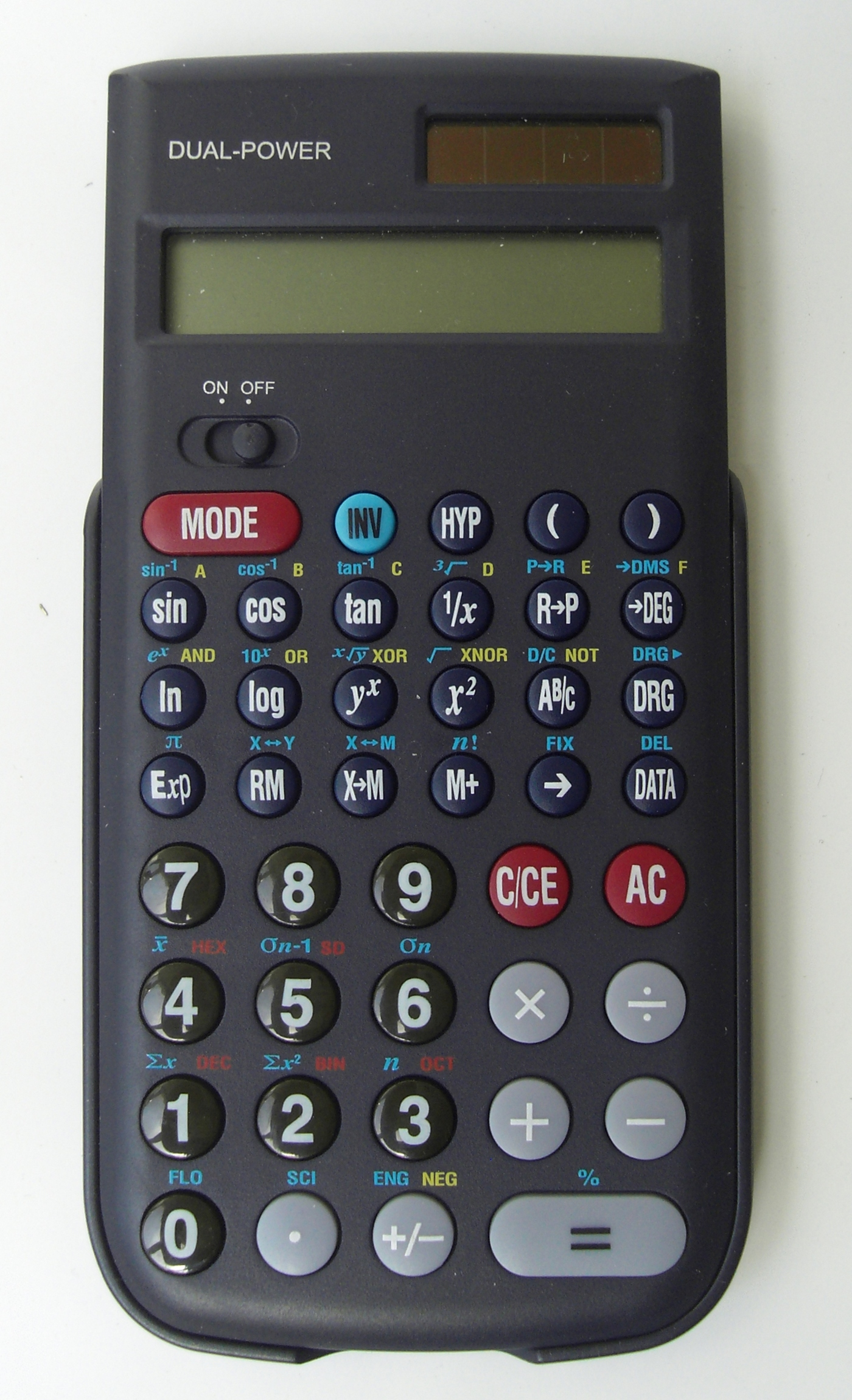
Taschenrechner wissenschaftlich Dual-Power
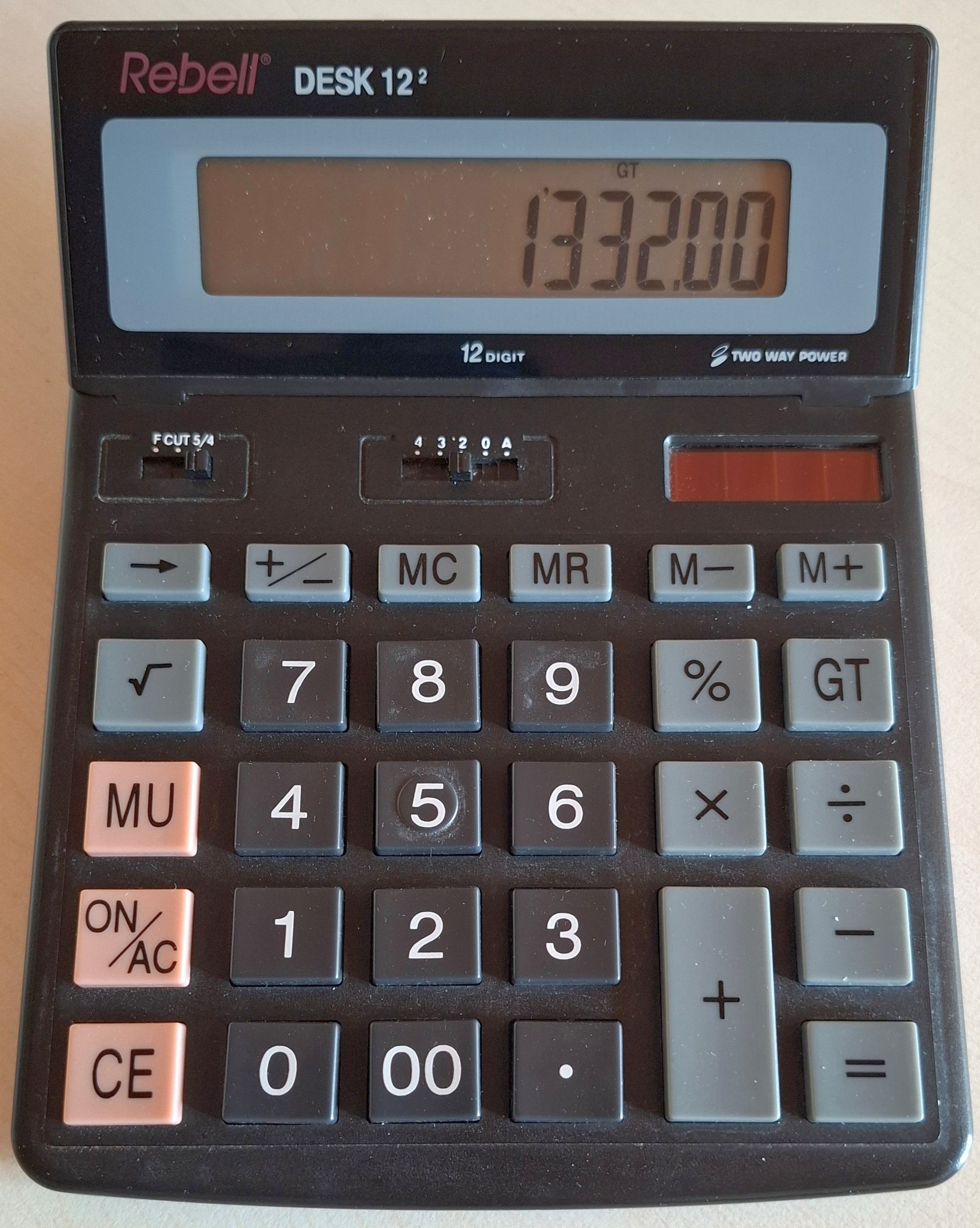
Rebell Desk 12 mit klappbarem Display-Teil (VR China)
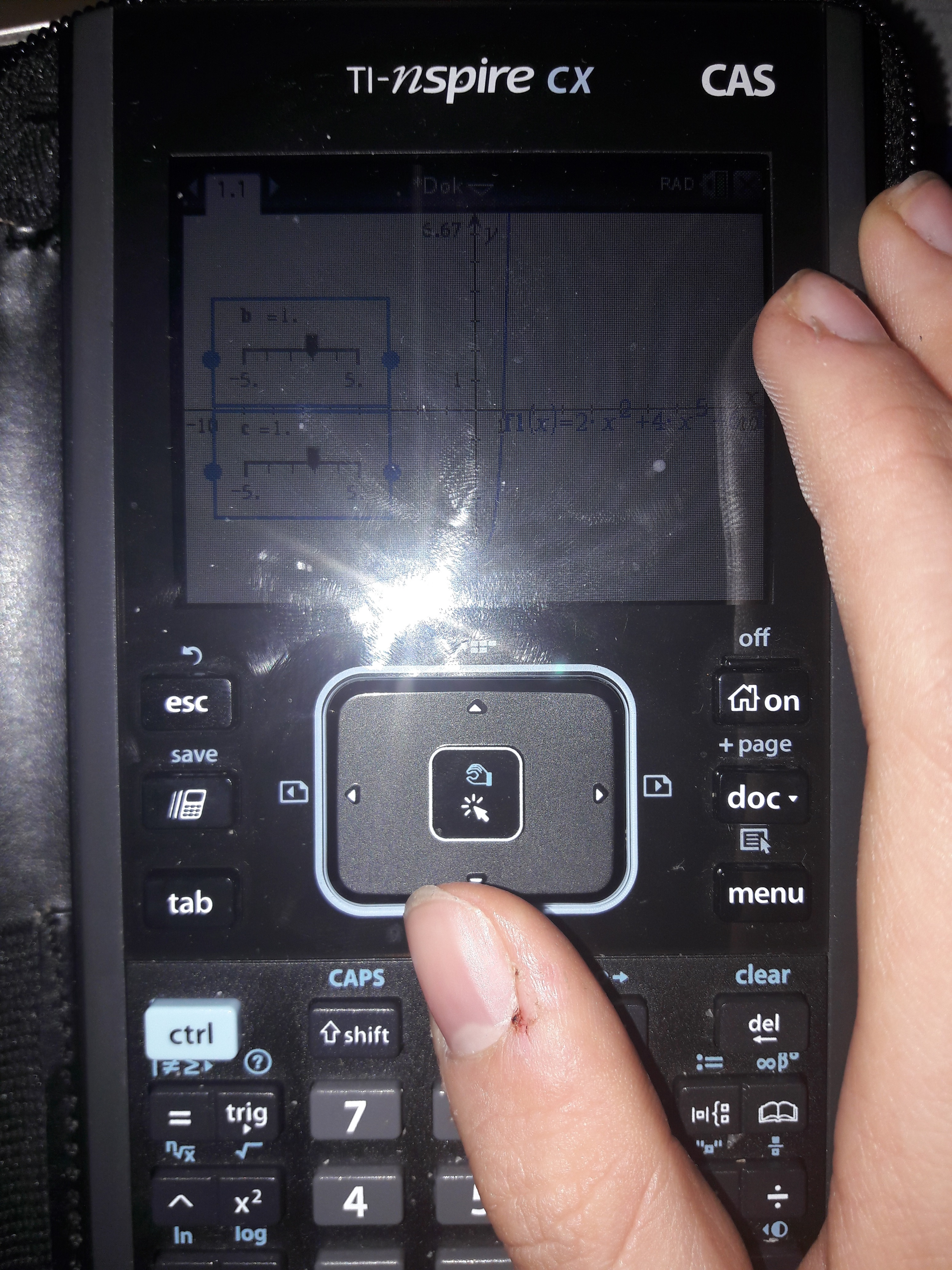
TI-Nspire (CAS) von Texas Instruments
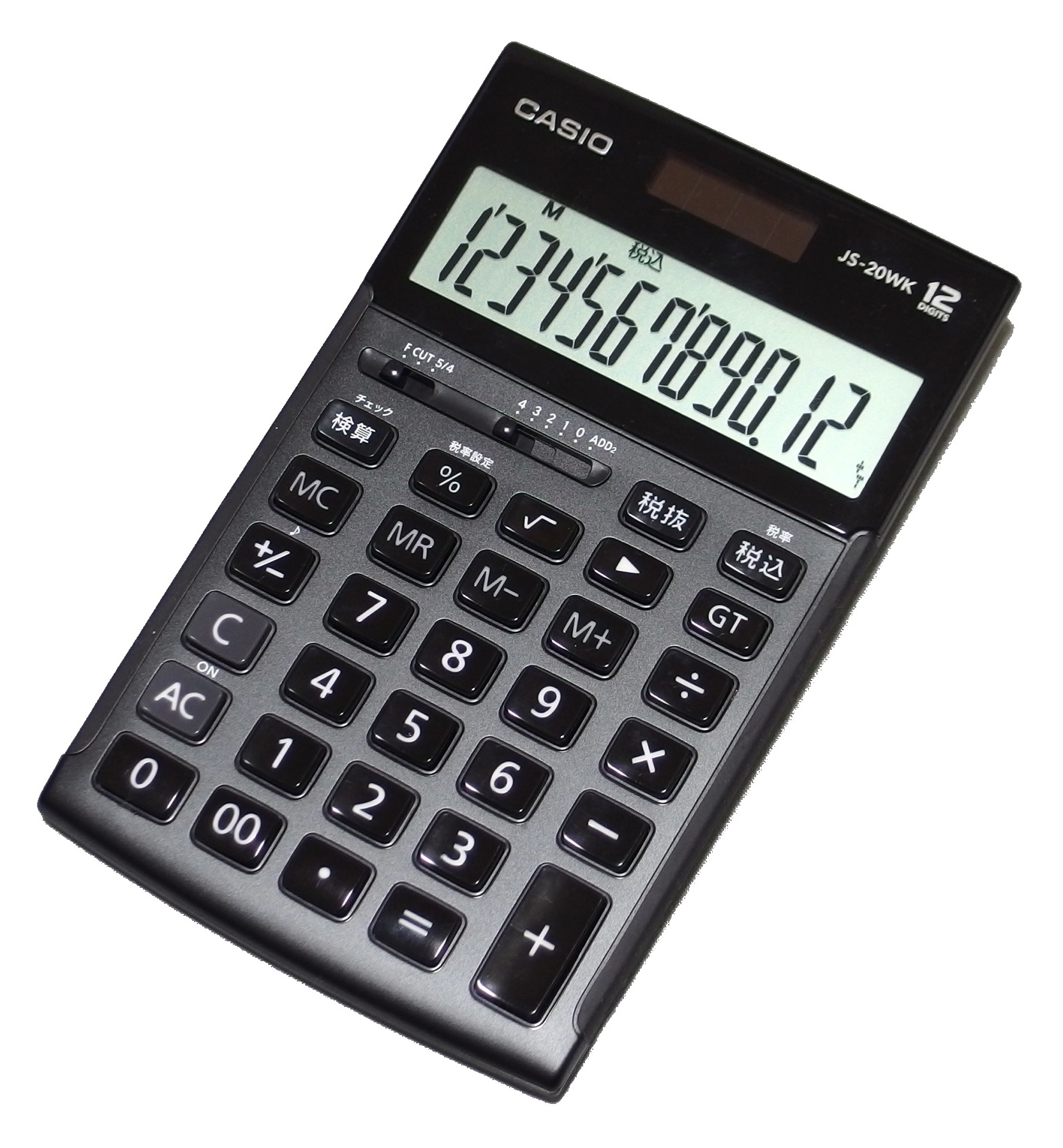
Casio JS-20WK (2018)

## Taschenrechner als Programm

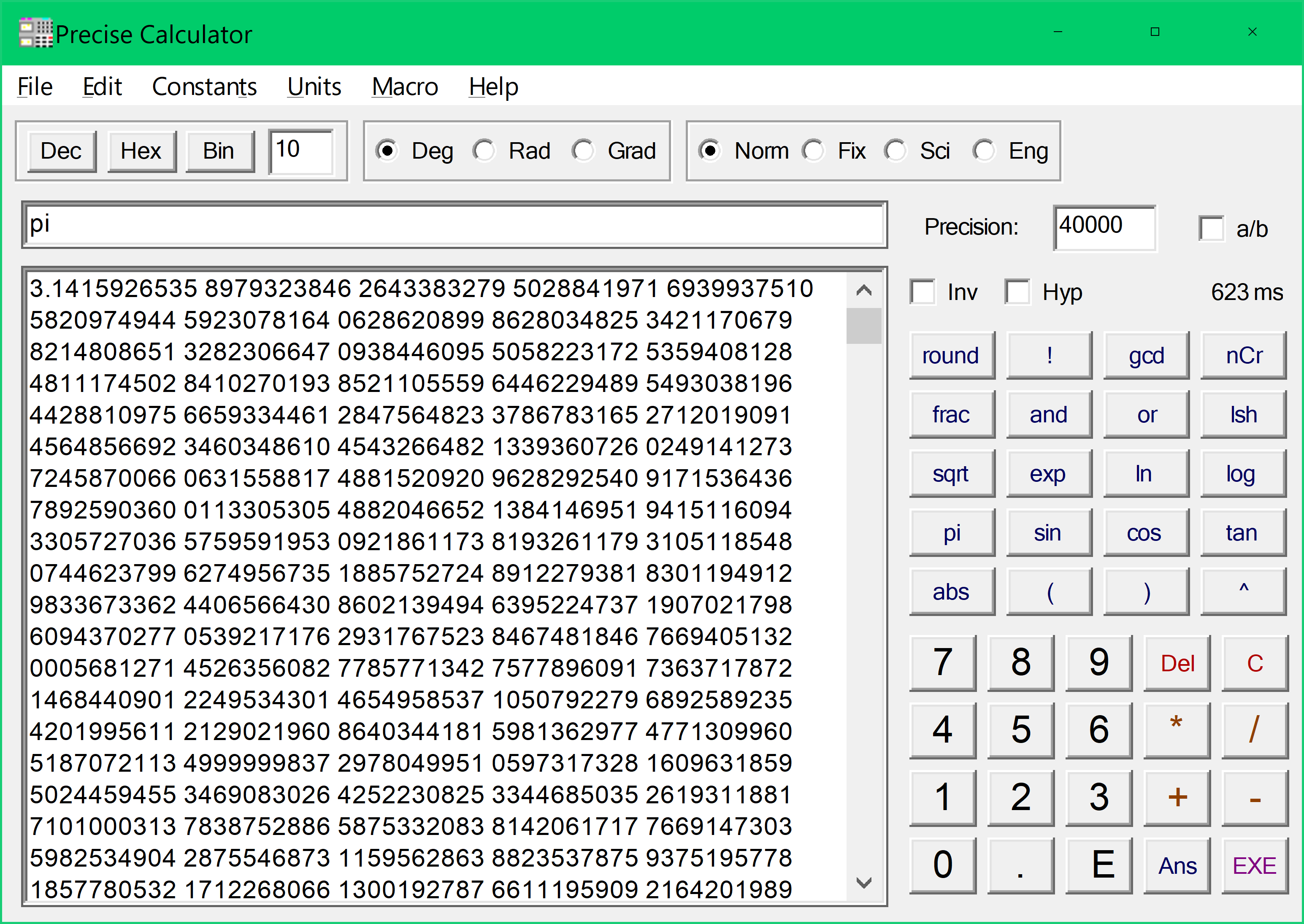
Der Taschenrechner als Computerprogramm

Nachdem Taschenrechner im (Berufs-)Leben zu einem verbreiteten Hilfsmittel geworden waren, wurde ihre Funktionalität in Computerprogrammen simuliert. Diese gehörten bald zur Grundausstattung von Betriebssystemen, etwa in Personal Computern und Mobiltelefonen. Einige klassische Taschenrechner können heute als App auf den Computer oder auf das Mobiltelefon geladen werden. Daneben gibt es eine große Auswahl an Programmen, die komplexe Funktionalitäten wie Programmierbarkeit oder Umrechnung physikalischer Größen bieten.